# Magyarok
A magyarok Közép-Európában, a Kárpát-medencében élő nép. A magyar anyanyelvűek száma a világon maximum 14 millió, ebből kb. 9 millióan élnek Magyarországon, kb. 1,8 millióan a Kárpát-medence egyéb részein, míg a maradék szerte a világban. A magyarok voltak a Magyar Királyság államalkotó és legnagyobb létszámú népe. A királyság felosztása (trianoni békeszerződés, 1920) óta a magyarok egy része nemzeti kisebbséggé vált a Magyarországgal szomszédos országokban.
A történelem folyamán a magyar nép „magába olvasztotta” az avar, hun, kun, úz, besenyő, böszörmény, jász, székely, továbbá a germán (pl. sváb), szláv (pl. szlovák vagy tót, rutén, szerb, horvát, bolgár stb.) román, olasz, zsidó, cigány és sok más betelepülő népeket, néptöredékeket is. A magyar nyelv „önálló életre” kelt, mert az egységes nyelv alkotja a nemzetet, ugyanakkor a mai nemzet legnagyobb részében az előbb felsorolt népek utódaiból tevődik össze. A tatárjárás alatt a lakosság kb. 40-50%-a halt meg, míg a török háborúk alatt a magyarlakta központi országrész pusztult el. A magyarok helyére többnyire mások jöttek, illetve telepítettek le. A „magyar populáció” és nyelv megmenekült az eltűnéstől, ugyanakkor az embertanilag magyarnak nevezett eredeti népcsoport szinte kihalt, de legalábbis majdnem az eltűnés szélére került.

## A magyar nép elnevezései
A magyarok magukat mindenütt a magyar névvel jelölik. Az ószláv források ugorok vagy ogurok (ugri), a bizánci és korai latin forrásokn uniguri, Ungri néven említették őket (az onogurok után). A középkorban a magyarok latin elnevezése Hungarus, Magyarország neve pedig Hungaria.
A magyarok mai elnevezése más nyelveken: angol: Hungarian, baskír: венгрҙар, мадьярҙар (mad'yar) bolgár: унгар (ungar), cseh: maďar, uher, csuvas: хункăр (hunkăr), észt: ungari, finn: unkarilainen, francia: Hongrois, görög: Ούγγρος (ungrosz), héber: הונגרי (hungari), holland: Hongaar, horvát: Mađar, japán: ハンガリー人 (hangarídzsin), kazak és kirgiz: мажар, majar (mazsar), kínai: 匈牙利人 (hsziung-ja-li-zsen), lengyel: Węgier, lett: ungāri, litván: vengras, német: Ungar, norvég és dán: Ungarer, olasz: ungaro, spanyol és portugál: húngaro, magiar, román: ungur, maghiar, orosz: венгр, мадьяр (vengr, magyar), perzsa és arab: مجر (madzsar), svéd: ungrare, szerb: Мађар, szlovák: maďar, uhor, szlovén: madžar, tádzsik: маҷор, maçor (madzsor), török, azeri, tatár, krími tatár: macar, tatár: маҗар (madzsar), türkmén: majar (madzsar), ukrán: угорець (uhorec), üzbég: mojar (mozsar).

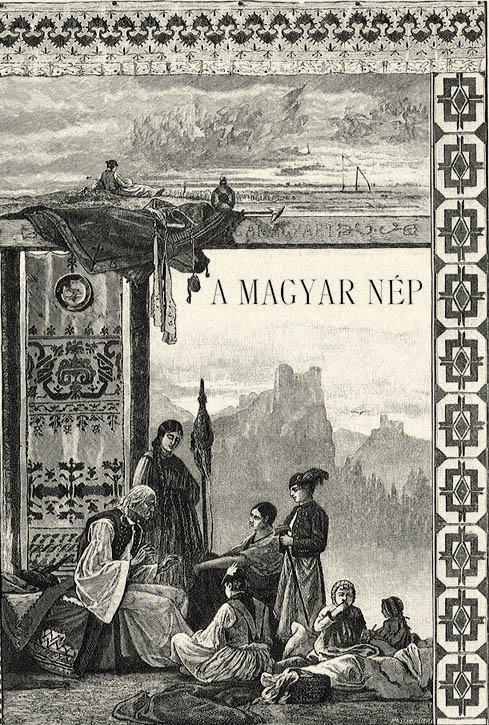
Romantikus és idealisztikus illusztráció az 1900 körül megjelent Az Osztrák–Magyar Monarchia írásban és képben című műben

### A „magyar” név
A magyar nyelv eredete, a magyar népnév nyelvi eredete és a magyar nép genetikai összetétele külön-külön vizsgálandó. A magyar népnév eredetére egyáltalán nincs elfogadott többségi álláspont. Vannak akik két finnugor köznév összetételéből magyarázzák, mások két, nem feltétlenül finnugor népnév összetételéből. Ismét mások idegen szó átvételének tartják. Mindez független attól, hogy a magyar nyelvet a finnugor nyelvek közé sorolják-e vagy sem.
A magyar név legkorábban a 9. századi arab krónikákban fordul elő („madzsar” alakban). Középkori krónikáink szerint a hét honfoglaló törzs (a „hetumoger”) közül a vezető törzs, amelyhez Árpád fejedelem is tartozott, a megyer törzs volt. Ez a törzsnév lehetett a magyar népnév egyik alakja, de vannak ezzel ellentétes álláspontok is.

### Az ugor, onogur, hungarus nevek
A legtöbb nép az ugor vagy onogur nevek valamelyikéből származó névvel jelöli a magyarokat. Mindkét név eredete az ogur népnév lehet, amely valószínűleg a Hun Birodalom felbomlása után uralkodó kelet-európai törzsszövetség tagjait jelentette – róluk azonban semmi közelebbit nem tudunk. Talán az ogur szövetség tíz törzse alakíthatta meg a 6. században az onogur törzsszövetséget, az on jelentése ugyanis a török nyelvekben „tíz”. Az on-ogur („tíz ogur” vagy „tíz törzs”) törzsszövetséget valószínűleg a bolgár-törökök és a magyarok közösen hozták létre, ugyanis mindkét népet így nevezték a források. Később azután a név unugor alakjából kialakuló Ungarus, Ungar, Venger formái már csak a magyarokat jelentették. A középkorban a latin ungarus, Ungaria a hungarus, Hungaria alakká változott a nyugati frank, azaz francia írásbeliségben, amelyik természetes módon tett egy néma h-t a magánhangzóval kezdődő népnév elejére. Ezt a latin formát vette át azután a normann, azaz francia vezetésű Anglia angol nyelve. A magyarok a nyugatiak által használt névben nem láttak újdonságot, mivel a pusztai népek közt elterjedt hagyomány volt a hun származás. A magyarok nevét a benne szereplő g betű is minden nyelven megkülönbözteti a hunokétól. A hunok neve: unni, hunni, hunnen, huns, hunnerne, gunni, birodalmuk latin neve pedig Hunnia vagy Hunorum volt. Magyarország neve: Ungria, Hungary, Ungarn, Ungaria, Hungría, Vengrija. Egyesek összetételként 'hun-gar' tagokra bontják, így a mongol 'gar'=jurta, ház, haza szóval párhuzamosítva), ez esetben hun-haza lenne az eredmény – mongol nyelven, ami se nem hun, se nem magyar.
Anonymus leírásai szerint a magyarok neve a nyugat-európai nyelvekben Ung várából származik, ahol a magyar honfoglaláskor az első erődítmény alakult.
Az onogurok és a szűkebb értelemben vett, ugor nyelvű magyarok esetében nemcsak egymásutániságról van szó Etelközben, hanem térbeli közeledésről, a két nép vérszerződés utáni egységéről, aminek emlékét őrizte meg Hunor és Magor legendája. Hunor alakjában valószínűleg az onogurok megszemélyesítését kell látnunk és nem a hunokét. A mondában szereplő Dula alán fejedelem is valószínűleg az onogur uralkodó dinasztia, Kuvrat dinasztiája, a Dulo-klán emlékét őrzi.
A hun-magyar azonosság elméletét az is táplálhatta, hogy már Iordanes 6. századi gót történetíró összevonta a hunok és az onogurok nevét Hungarus alakban, történetileg ez a két nép 5. és 6. századi keveredésének felelhet meg. A bolgár név Németh Gyula által feltételezett jelentése ('keverék') is erre utalhat. A 16. századból ránk maradt, de 7-8. századi hagyományt örökítő ún. Óbolgár Királylista ezen nemzetség eredetét Irnikig és apjáig, Avitoholig, a feltételezhető Attiláig vezeti vissza.
Anonymus leírása szerint Árpád Attila örökében vonult be a Kárpát-medencébe és Óbudára, a hajdani Etzelburgba, 'Attila városába'. Ennél az információnál nagyobb hitelessége van annak a 11. századi adatnak, ami szerint Salamon király korában 'Attila kardját' adományozta a magyar uralkodó a németeknek, mintha élt volna bennük egyfajta hun uralkodóhoz kötődő identitás. Ibn Fadlán arab utazó feljegyezte egy 10. századi Almis nevű volgai bolgár uralkodó nevét; ha az ugor eredetű magyarok és vezetőjük, az övével azonos nevű Álmos, innen, a középkorban Magna Hungariának nevezett területről származtak el, úgy a bolgár uralkodók Attilához kapcsolódó hagyománya a Középső-Volga vidékén hagyományozódott át a későbbi Árpád-házra és a volgai bolgárok egyik törzsére, az eszkilekre, akikben egyesek a korai székely népet látják.

## Egyéb elképzelések
A magyar őstörténettel kapcsolatban számos vitás kérdés van. Egyes kutatók és források a magyarokat a hunokra vezetik vissza.

## A magyar népesség vázlatos története

### A honfoglalásig

A magyarok nyelvészek által feltételezett vándorlása a legközelebbi nyelvrokonoktól való elválásuktól a honfoglalásig

Az ókorban a legelfogadottabb elmélet szerint magyarok ősei Európa keleti szélén, a Káma folyó mellett éltek, de mivel állattenyésztéssel foglalkoztak, valószínű, hogy nyáron északabbra vonultak, fel egészen a Káma forrásvidékéig, télen pedig levonulhattak egész odáig, ahol a Volga a Kaszpi-tengerbe ömlik. Ez az időszakos vándorlás is magyarázhatja a magyar nyelv kettősségét: az északi ugor és déli türk elemek jelenlétét. A mondák szerint a magyar nép ősei Hunor és Magor voltak. Kézai Simon krónikájában Hunor és Magor a Maiótisz (Azovi-tenger) félszigetére (Krím) költöztek. A magyarok ősei is részt vehettek a Hun Birodalom, majd az Avar Birodalom életében.

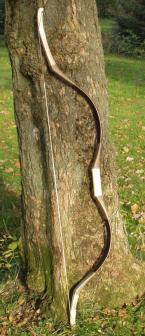
Ilyen összetett íjakkal tartották rettegésben Európát a magyarok

A 6. század közepén a kitörő Krakatau tűzhányó 3 évig katasztrofális hatással volt az éghajlatra, és Európa északi és keleti részén, illetve Közép-Ázsiában hatalmas, északról délre, és keletről nyugatra irányuló népvándorlást indított meg. („A Nap elsötétedett és tizennyolc hónapon át sötétség uralta a Földet” – írta Epheszoszi János az 535. év eseményeiről.)
Valószínű, hogy az elpusztult legelők miatt voltak kénytelenek a magyarok is délre húzódni, olyan területekre, amelyeket az időszakos vándorlásaik során már egyébként ismertek. Az új szállásterületre, amely valószínűleg a Don alsó folyásától a Fekete-tenger (Maiótisz) mocsaras partvidékéig terjedt, Levédia néven hivatkoznak a történészek. Az átköltözéshez szervezeti keretre volt szükség. Talán már ekkor megszületett a hét vezér szövetsége, a vérszerződés.
Levédiában körülbelül 300 évig élhettek a magyarok, újabb népekkel kerültek kapcsolatba. A kazárok fennhatósága alatt, majd a feltehetően bolgártörök szövetségben alapított Onogur Birodalom időszakában megerősödött a türk hatás. Ezenkívül keveredtek az ókori szkítáktól származó szomszédos keresztény alánokkal. A kettős honfoglalás elmélete szerint a magyarok első nagy csoportja ebben az időszakban (670 körül) vándorolhatott be a Kárpát-medencébe.
Valamikor a 9. század elején újabb népmozgás indult meg keletről, és e mozgás élét képező besenyők elől újból fel kellett kerekedni és nyugat felé vonulni. Az új szállásterület az Etelköz volt, ahol őseink kb. 80 évet időztek. Mivel a besenyő nyomás nem hagyott alább, 895-ben elkezdődött a bevonulás a Kárpát-medencébe, a Kárpátok hágóin át, több irányból. Feltételezések szerint ekkor a székelyek már a Kárpát-medencében voltak, és ők fogadták a bevonuló Árpád fejedelmet. A monda szerint Álmos fejedelem anyja álmában látta meg az új hazát (Emese álma, turul monda). A honfoglalás Álmos fejedelem idejében kezdődött, de Árpád fejedelem fejezte be sikeresen.

### A honfoglalástól 1526-ig

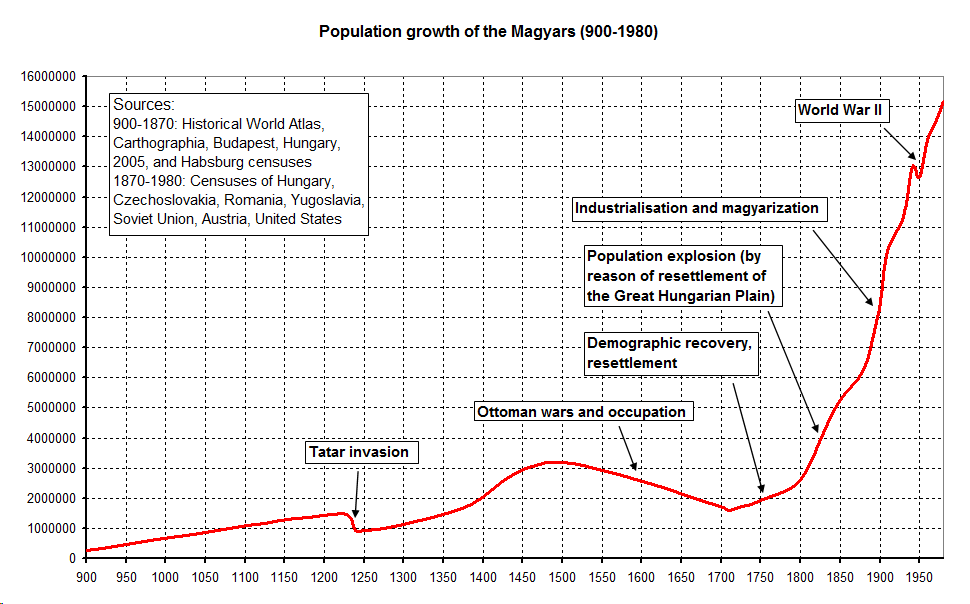
A magyarok számának változása a honfoglalás és 1980 között

A honfoglalók számát általában 400 000 körülire becsülik, beleértve az Etelközben csatlakozó kabarokat is. A honfoglaló magyarok és a velük szövetséges törzsek szabad jogállású rétegéből fejlődött ki a későbbi magyar nemesség (latinul natio Hungarica).
A Kárpát-medencében talált őslakosok sem lehettek sokkal többen, mint a honfoglalók. A területen legnagyobb számban valószínűleg avarok és szlávok laktak. (A kettős honfoglalás elmélete szerint az avarok egy része, az úgynevezett késő avarok vagy „griffes-indás nép” valójában 670 körül érkezett magyarajkú székelyek voltak.) Elképzelhető hogy ezen kívül még más népek is éltek az országban, a Dunántúlon esetleg a rómaiaktól származó latin nyelvű (olaszi) városi lakosság, a Tisza vidékén pedig germán nyelvű gepidák. A 10. századból jóformán semmilyen írásbeli forrás nem maradt, ezért a magyarok közé beolvadó népekről szinte semmilyen ismerettel nem rendelkezünk. Az egyetlen támpont a magyar nyelv, jövevényszavaink, földrajzi neveink és helységneveink. Nyelvünkben a legfőbb idegen nyelvi hatást ekkoriban a türk és alán (indoiráni) szavak mellett a szláv jövevényszavak jelentik. Helységneveink főleg magyar és szláv eredetűek, egyéb földrajzi neveink között pedig egyaránt találunk magyar, szláv és latin eredetűeket (szláv eredetű például a Balaton, Börzsöny, Nógrád, latin eredetű a Duna, Dráva, Szerémség).

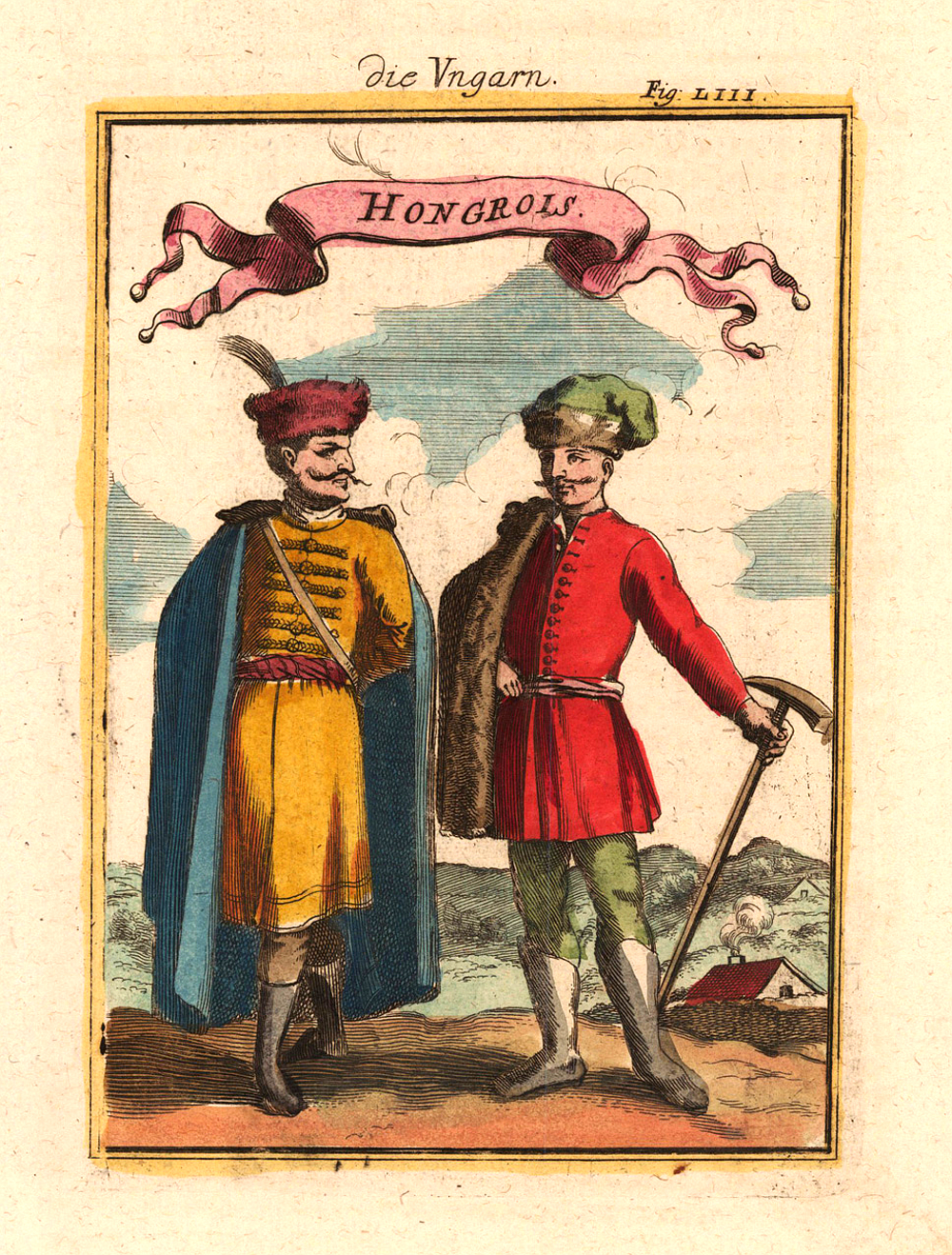
Két magyar nemes, Allain Manesson Mallet színezett metszetén

A magyarok kalandozó hadjáratok sorozatát folytatták egész Európában. A sikereknek csak az augsburgi vereség vetett véget 955-ben. A magyarok kárpát-medencei uralmát végül a kor legfőbb uralkodói, a pápa, a német-római császár és a bizánci császár is elismerték. István szoros szövetséget kötött az első kettővel és nyugati típusú keresztény királyságot alapított. Az országba ettől kezdve sok nyugat-európai nemes és városlakó is költözött, akik összekeveredtek a magyarokkal.
A tatárjárás (1241) szörnyű pusztítása során az akkor már kétmilliós magyar nemzet létszáma nagy mértékben lecsökkent. Az elpusztult lakosság helyébe nyugatról németek, keletről török nyelvű kunok és alán eredetű jászok költöztek, akik többségükben beolvadtak a magyarok közé. Az 1348–1349 között dúló pestisjárvány a lakosság legalább negyedét kipusztította. A demográfiai fejlődés a 15. században következett be. A 16. század elején a magyarok száma már megközelítette a 4 milliót.

### 1526-tól máig
A fejlődésnek a török hódoltság kora vetett véget, a 16–17. század szörnyű háborúiban, a folyamatos gyilkolásban, fosztogatásban (török és Habsburg részről egyaránt), éhínségekben és járványokban a magyarlakta vidékek mintegy fele elnéptelenedett. A törökök kiűzése után a magyarok száma a kétszáz évvel korábbinak a felét, kb. 2 milliót tett ki. Semelyik szomszédos népet nem sújtották ennyire a török elleni háborúk, így a többi nép nagy tömegekben költözhetett a kihalt területekre, a legnagyobb számban svábok (németek), szerbek, horvátok, szlovákok és románok. A történészek becslése szerint a középkorban a magyarok aránya a Kárpát-medencében 80% körül volt, míg a 18. századra ez az arány 40% körülire esett vissza.
A 19. században a Magyar Királyságon belül fokozatosan nőtt a magyar lakosság aránya, és 1900-ban már elérte az 50%-ot. Ez a növekedés a természetes szaporulat mellett jelentős részben a nem magyar lakosság asszimilációjának volt köszönhető a kiegyezés és az első világháború közötti időszakban. Bár valamennyi nemzetiség közül sokan beolvadtak a magyarok közé, az elmagyarosodás folyamata tömeges méretekben elsősorban a svábokra és a zsidókra, illetve a nagyobb városok lakosságára volt jellemző.
Az 1918-1920 közötti évek fordulópontot jelentettek a magyar történelemben. A trianoni békeszerződés következtében a Magyar Királyság területét számos állam között osztották fel, és a magyarok egyharmada kisebbségi sorba kényszerült. Ezután Magyarország területének lakossága 7,1 millióról (1920) 10,7 millióra növekedett (1980), a második világháború nagy embervesztesége és az 1956-os forradalom bukását követő kivándorlás ellenére. A szomszédos országokban élő magyarok száma ugyanezen időszak alatt nagyjából változatlan maradt vagy enyhén csökkent, aminek az okai elsősorban az asszimilációban és a Magyarországra való áttelepülésben keresendőek. (Különösen az 1990-es években vándoroltak át sokan Romániából és Szerbiából.)
Az 50-es és 60-as évek két nagyobb szülési hulláma után („Ratkó-korszak” és a GYES bevezetése), a magyarországi népszaporulat aránya folyamatos csökkenésnek indult, ami mára – a szomszédos országokhoz hasonlóan – komoly demográfiai válságot eredményez. A magyarok létszáma a 80-as években érte el a csúcspontját, attól kezdve rohamosan csökken. Mialatt a régió többi népének létszáma a 20. század során a 2–3-szorosára vagy még nagyobb arányban nőtt, addig a magyarok száma nem nőtt annyira. A magyar népesség létszámnövekedése az 1950-2000 közötti időszakban a harmadik legalacsonyabb volt a világon (9 338 000-ről 10 137 000-re nőtt, ami mindössze 8,6%-os növekedés), ennél csak Bulgária és a Saint Kitts és Nevis szigetek mutatnak alacsonyabb értéket.

## Genetikai és kulturális kapcsolatai más népekkel

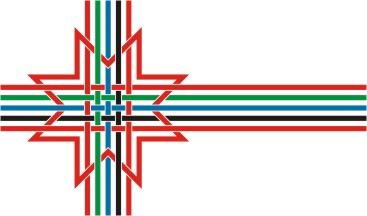
A finnugor nyelvű népek zászlaja

A magyarok ősei a finnugor nyelvrokonság egyik tézise szerint hosszú ideig Kelet-Európában éltek. A magyarok korábbi területein ma élő népeket rokonainknak tartják, és gyakran kulturális hasonlóságokat is találhatunk velük. Ilyen népek például a baskírok, a csuvasok, a Fekete-tenger vidéki ukránok, a Volga-menti oroszok, az oszétok vagy a krími tatárok.[forrás?] Ami ugyan vitatható a nyugati kereszténységet felvett Magyar Királyság megalapítása után. Bizonyítékok hiánya miatt viatatható továbbá az a 19.század eleji nemzeti ébredéskor keletkezett feltevés – ami kizárólagos egyeduralkodó elméletté gyökeresedett – amely szerint az ún. honfoglaló törzsek beszélték a magyar nyelv ősét. Nyelvi szálak kapcsolnak a hantikhoz, manysikhoz, a Volga vidéki udmurtokhoz, komikhoz, marikhoz, mordvinokhoz és a baltikumi finnugor népekhez, történelmi rokonság fűz a bolgárokhoz.

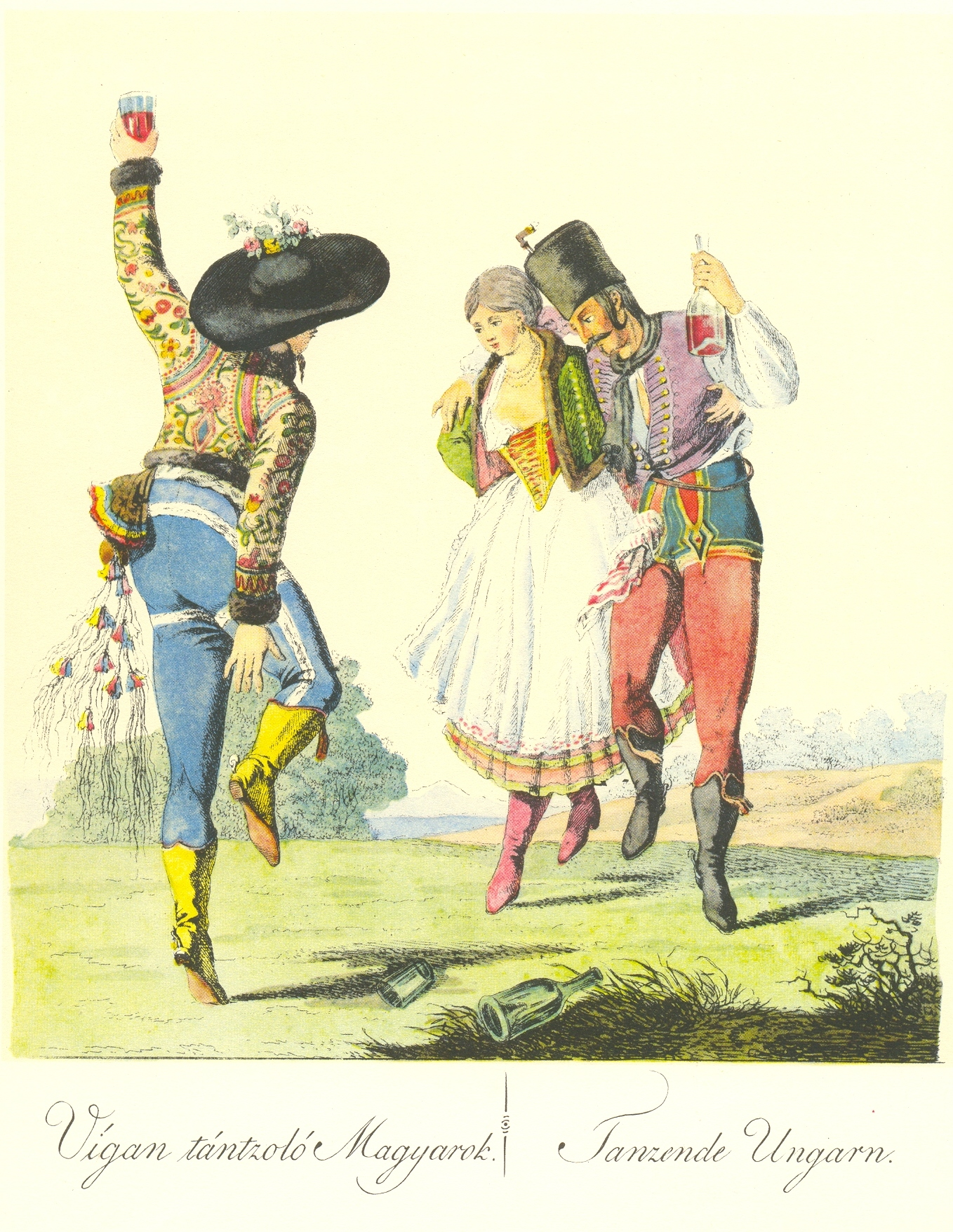
Bikkessy Heinbucher: Táncoló magyarok (1816)

A Szegedi Tudományegyetem genetikusai (Neparáczki Endre, Török Tibor, Pálfi György és munkatársaik) 2017-ben a honfoglalás kori minták genetikai vizsgálata során részben skandináv/germán, részben belső-ázsiai (valószínűleg hun) eredetű helyi populációt tártak fel.
A Magyar Tudományos Akadémia (MTA) Szegedi Biológiai Kutatóközpontjának Genetikai Intézete és az MTA Régészeti Intézete 2001 óta végez kutatásokat a magyarok genetikai összetételét illetően. Raskó Istvánnak és munkatársainak eredményei egészen újszerűek. A legfontosabb megállapítások:
- a 10. századi Magyarország lakóinak és a 20. századi „magyaroknak” és „székelyeknek” genetikai összetétele lényegesen eltér egymástól.(még nem lehet konklúziókat levonni, a közbülső századokban élt népességet is elemezni kell, továbbá, egész Kelet-Európa genetikai történetét is a 10–11. századi magyarok kialakulásának megértése érdekében)
- A recens minták jó kilenctizede az Európa őslakosságával egyezik meg. Ez egyértelműen a mai magyarok európai eredetét jelzi.
- Van a mai minták között egy közép-ázsiai eredetű mutáció (M45) is, eredete további kutatást igényel.
- Raskó István és munkatársai a 10–11. századi minták között is kimutatták, egész Kelet-Európában megfigyelt „szteppei” haplocsoportot (EU19, illetve R1a1), ami a mai lengyelországi és ukrajnai népesség 54–60%-át teszi ki. Feltételezés szerint ez a kelet-európai szteppén kb. 15 ezer éve alakult ki. Jelenléte a 10–11. századi Magyarországon mindössze arra enged következtetni, hogy a lakosságban akadtak olyanok, akik a kelet-európai őslakosság leszármazottai. Ez pedig egyáltalán nem meglepő, hiszen az ősmagyarok a honfoglalás előtt legalább félezer éven át Kelet-Európában éltek. Tóth Tibor és Éry Kinga – más-másféle megközelítésből! – mutatott rá arra, hogy a 10. századi magyarokon belül van egy olyan komponens, amelyik a kelet-európai szteppe nem török, hanem, valószínűleg iráni eredetű lakosságával állhat kapcsolatban. Ha nem „népekben”, hanem populációkban gondolkodunk, akkor válik érthetővé az az „iráni kapcsolat”, amit Carmela Guglielmino kutatócsoportja a Kárpát-medence különféle eredetű népeinél megfigyelt: tehát nem „a palócok”, „a kunok” stb., a 10. századi magyaroknál az R1a1 haplocsoporthoz tartozók, s nem „az ukránok” és „a lengyelek” stb. a „szteppei” eredetűek, hanem fordítva: Kelet-Európa különféle népeinek az ősei voltak azok, akik összekeveredtek a kelet-európai szteppe őslakosságával, akik a kőkorban, legkésőbb a bronzkor elején költöztek oda, majd a vaskorban és az ókorban tovább keveredtek (más) iráni nyelvű népekkel (szkíták, szarmaták, alánok).
- Raskó István és csoportjának izgalmas megfigyelése az uráli népekre jellemző Tat C allél 10–11. századi meglétének kimutatása és az, hogy ugyanez a mai népességtől vett mintákban (már) nem fordul elő.

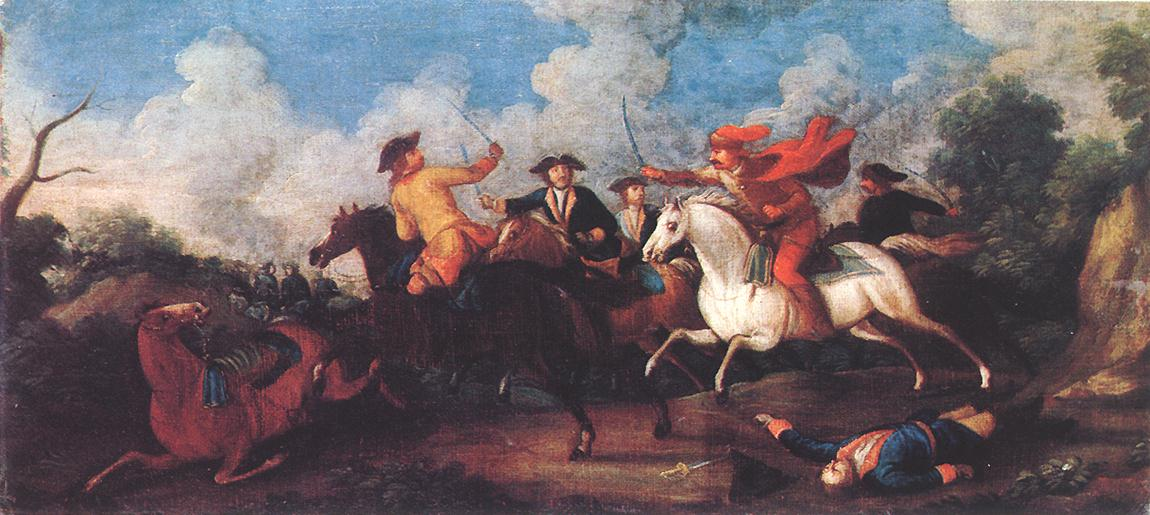
„A harcot, amelyet őseink vívtak, békévé oldja az emlékezés…” – Ismeretlen festő: Kuruc–labanc viadal

Súlyos történeti következtetést készít elő a körülmény, hogy a Raskó és csoportja által sikeresen izolált 27 db 10–11. sz.-i genetikai mintán belül az egyik legjelentősebb csoportot az európai lakosság legősibb rétegére utaló markerek jelentik, s mindössze két egyéné mutat ázsiai eredetet. Ez is összhangban van a történeti embertan területén nyert megfigyelésekkel: Lipták Pálnak köszönhetően közel fél évszázada tudjuk, hogy a 10. sz.-i embercsontoknak csak 16,7%-a tartozik a mongolid és az europo-mongolid rasszhoz. Tehát a mai magyarok szerológiai, és genetikai összetételében egyértelműen kimutatott európai jelleg, ugyanakkor az ázsiainak hiánya nem egyedül az eltelt ezer év keveredéseinek köszönhető, hanem már a honfoglalás- és Szent István-kori Magyarország lakossága is szinte kizárólag biológiailag európai eredetűekből állt. A mintavételnél figyelembe vették, hogy a 10–11. századi sírok között régészetileg mintegy száz éve elkülönített két csoport a leletek jellege, az azokban való gazdagság, a temetkezések típusa és a területi elterjedés alapján lehetőleg egyenletesen legyenek képviselve. A sírokból nyert első adatok a következőek:
- a főbb európai haplotípusok más-más megoszlásban, de mindkettőben azonos súllyal vannak jelen,
- az ázsiai típusú haplotípusok („B”, „M”) egymástól eltérőek ugyan, de mindkét csoportban nagyjából egyforma arányban fordulnak elő,
- bizonyos haplotípusok csak az egyikben, vagy a másikban fordulnak elő (középréteg: X, N1a; köznép: preV, I),
- a „balkáninak” nevezett, Európa legősibb benépesüléséhez kötött haplotípus (U) kétszerte gyakoribb a honfoglalók közép- és vezetőrétegéhez kötött csoportban, mint a köznépében s ugyanott kiemelkedően magas arányú a – világszerte minimális százalékban előforduló – N1a haplotípus,
- a köznépi temetkezésekben kétszer nagyobb az általános európainak tartott haplotípusok aránya („H”, „T”).

Az említett két régészeti csoportot a nemzetközi kutatás szinte mindmáig etnikai alapon magyarázta („magyar” – „szláv”), míg a hazai régészet társadalmi és életmódbeli különbség tükröződésének tulajdonítja (középréteg – köznép). Az europid és ázsiai haplotípusok azonos aránya és az europidok közti eltérések az utóbbit támasztják alá. A köznép körében kimutatott és a középrétegnél nem előforduló európai haplotípusok elképzelhetőleg a helyben talált lakosság és a kalandozások során szerzett rabszolgák genetikai lenyomatát jelenthetik, de további történeti kombinációkkal nagyon korai volna előállni. További kutatások szükségesek a pontosabb értékeléshez.
A magyarok történelmük során számos néppel keveredtek. Az ezeréves együttélés következtében a magyarok legközelebbi „rokon” népei ma a horvátok, németek, osztrákok, szlovénok, szlovákok. A régebbi népek közül jelentősebb genetikai hatással voltak még a besenyők, jászok, kunok, az újabb korokban (főként a második világháború után) pedig a cigányokkal és zsidókkal történt további keveredés és kulturális kölcsönhatás.
A magyarokat hagyományos történelmi barátság fűzi a lengyelekhez és az olaszokhoz. A magyarokat rokonnépnek tekinti a többi finnugor nép (pl. finnek, észtek). A magyarokra nagy hatással volt a 19-20. században az angol, német és a francia, manapság pedig az amerikai kultúra gyakorol jelentős befolyást. A legnagyobb emigráns magyar közösség is az Amerikai Egyesült Államokban található.

A Béke jóságos angyala emlékmű a siófoki mólónál, melyet a Siófokon 2012-ben megrendezett Finnugor Népek VI. Világtalálkozójának tiszteletére avattak fel.
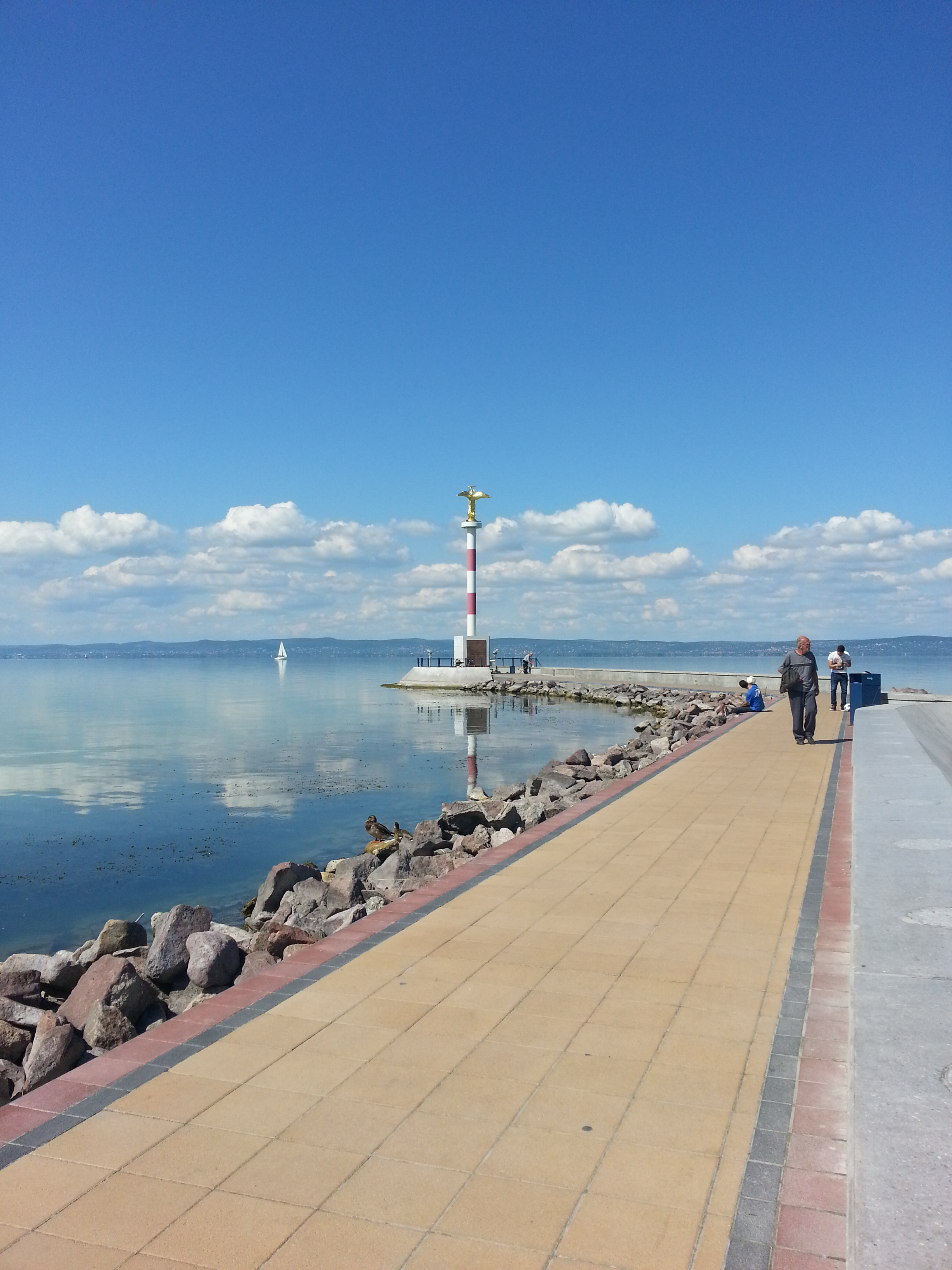
A siófoki móló melletti Krúdy sétány, háttérben az emlékmű
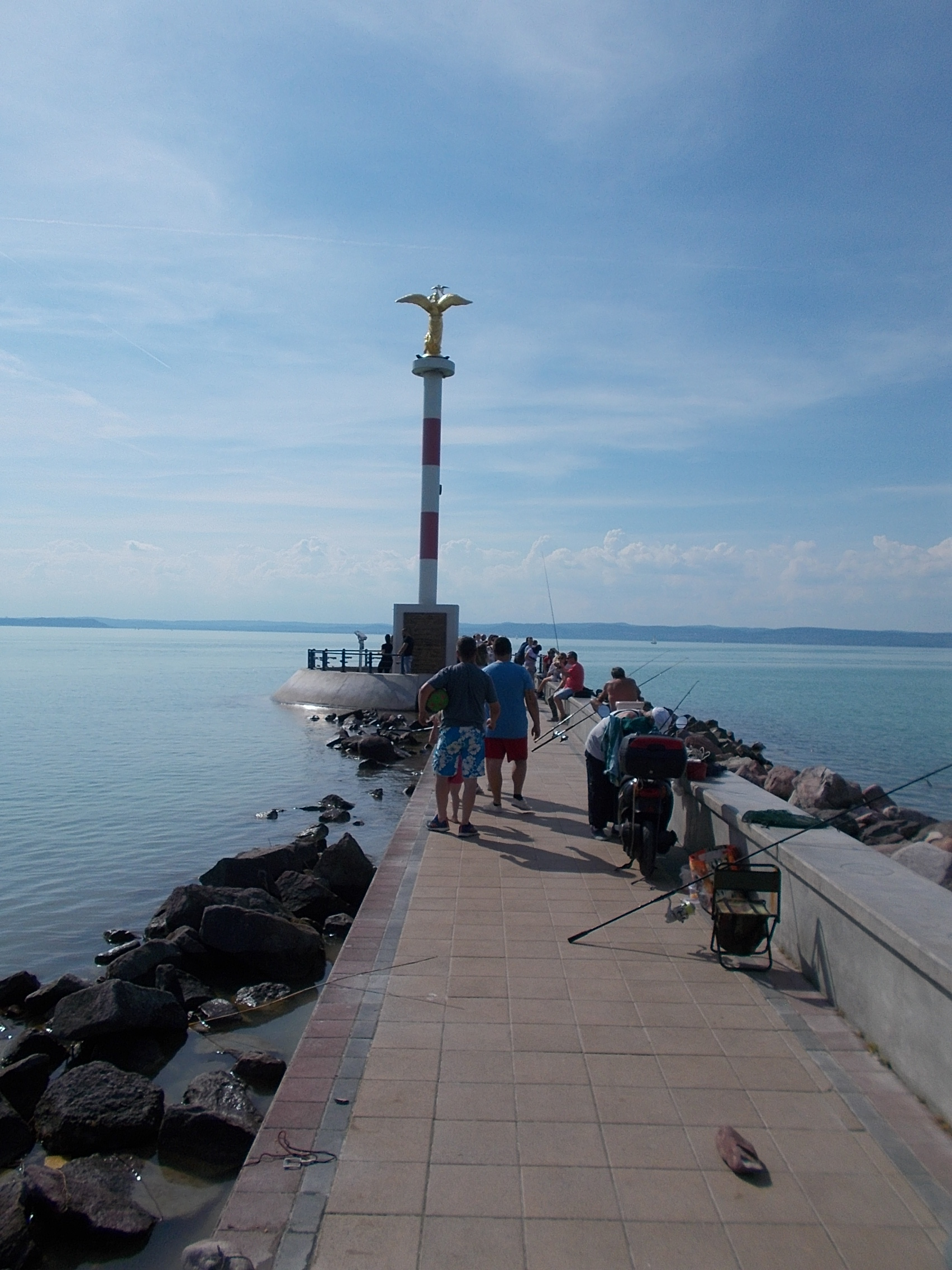
Az emlékmű a Krúdy sétány végén
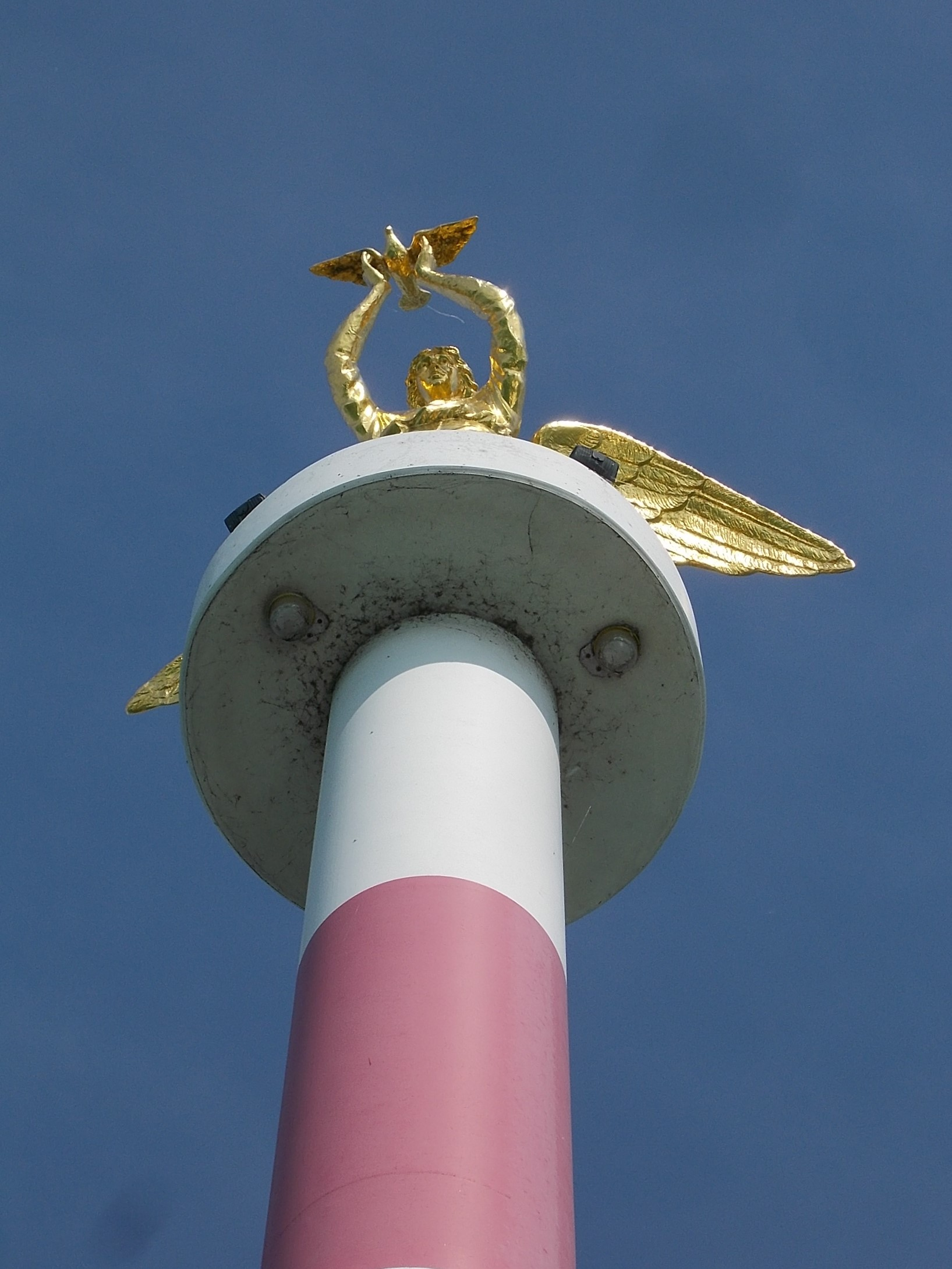
Az emlékmű tetején lévő szobor elölről
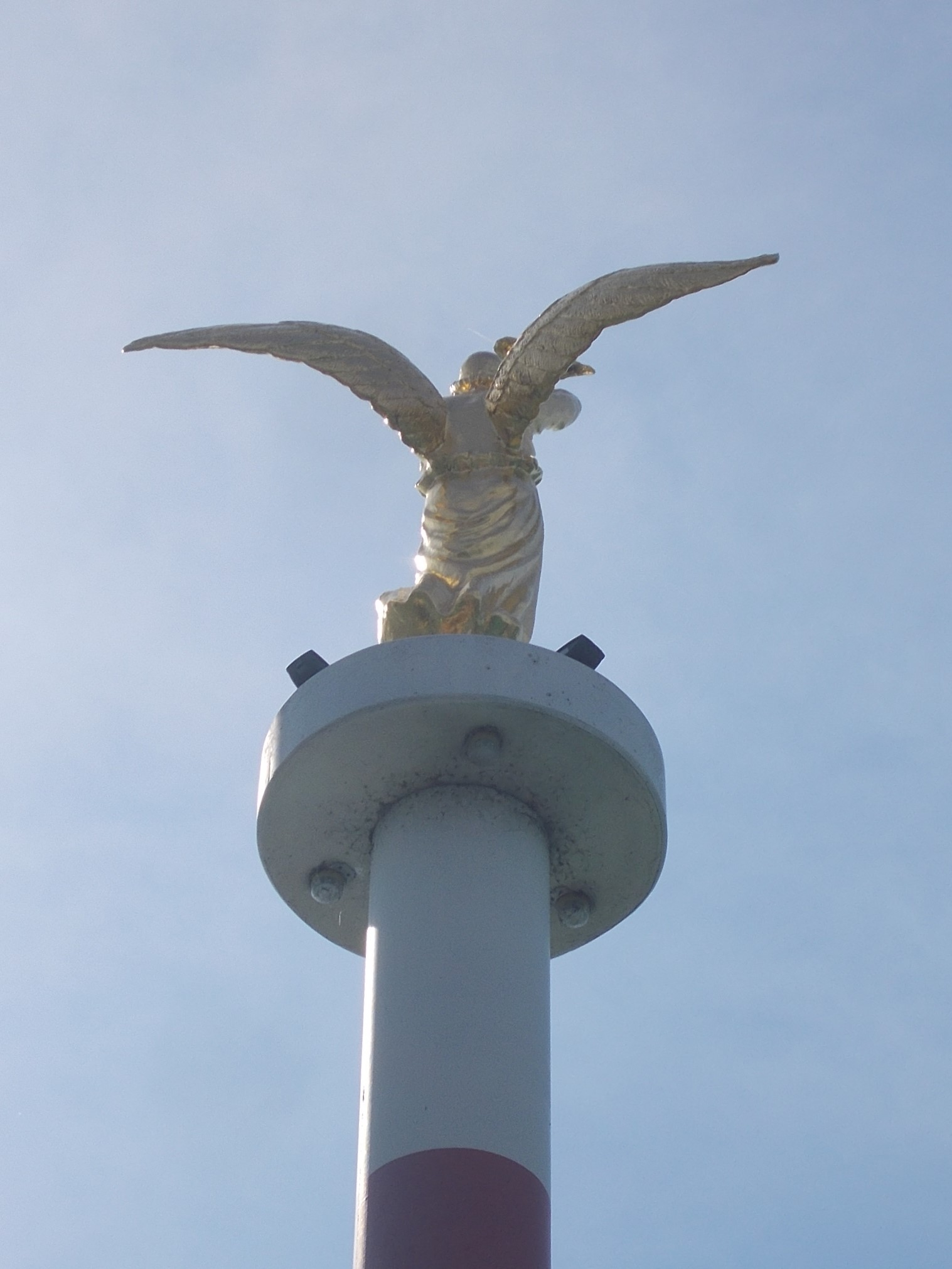
Az emlékmű tetején lévő szobor hátulról
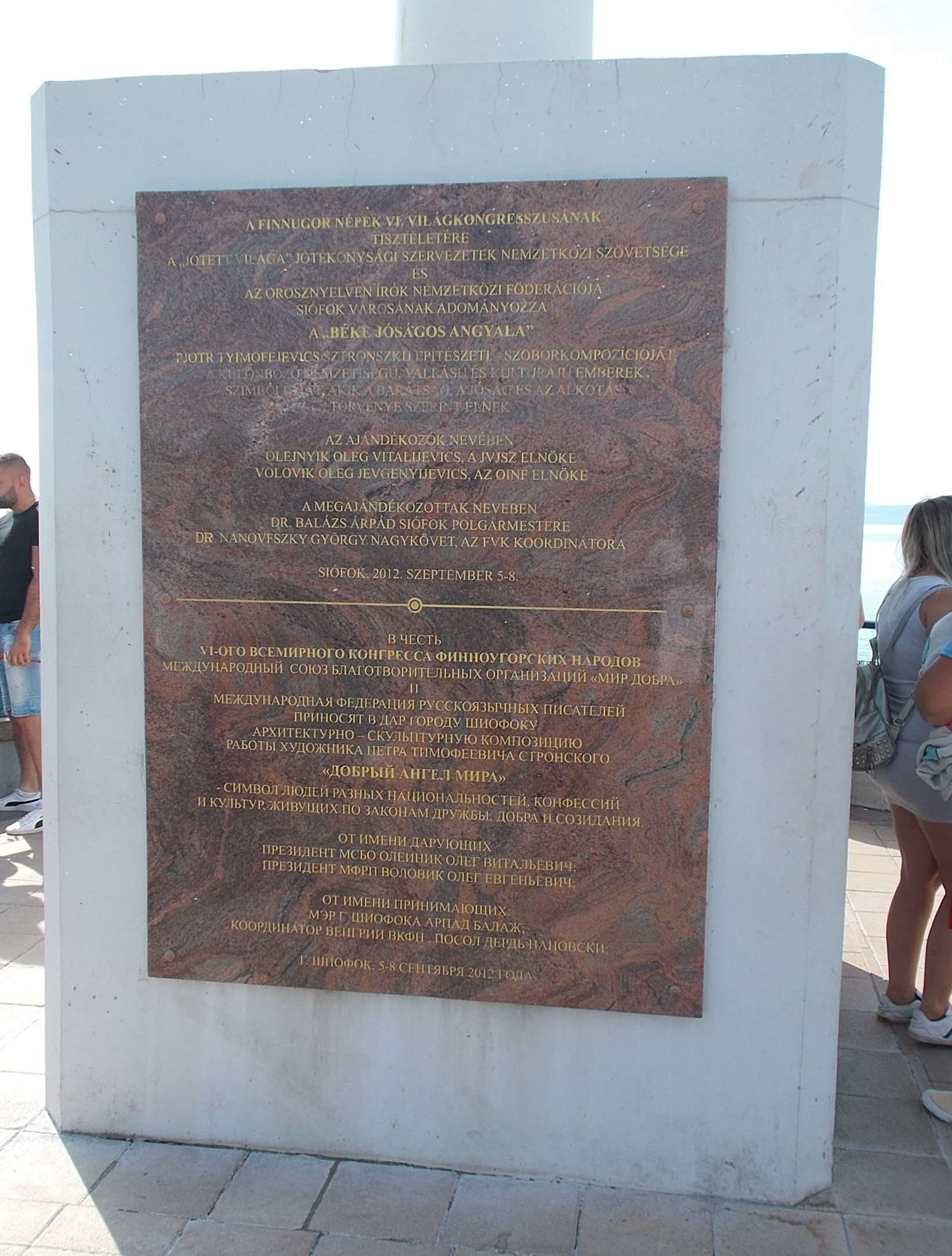
A Finnugor Világtalálkozó tiszteletére készült emléktábla az emlékmű talapzatán

## Magyar kultúra

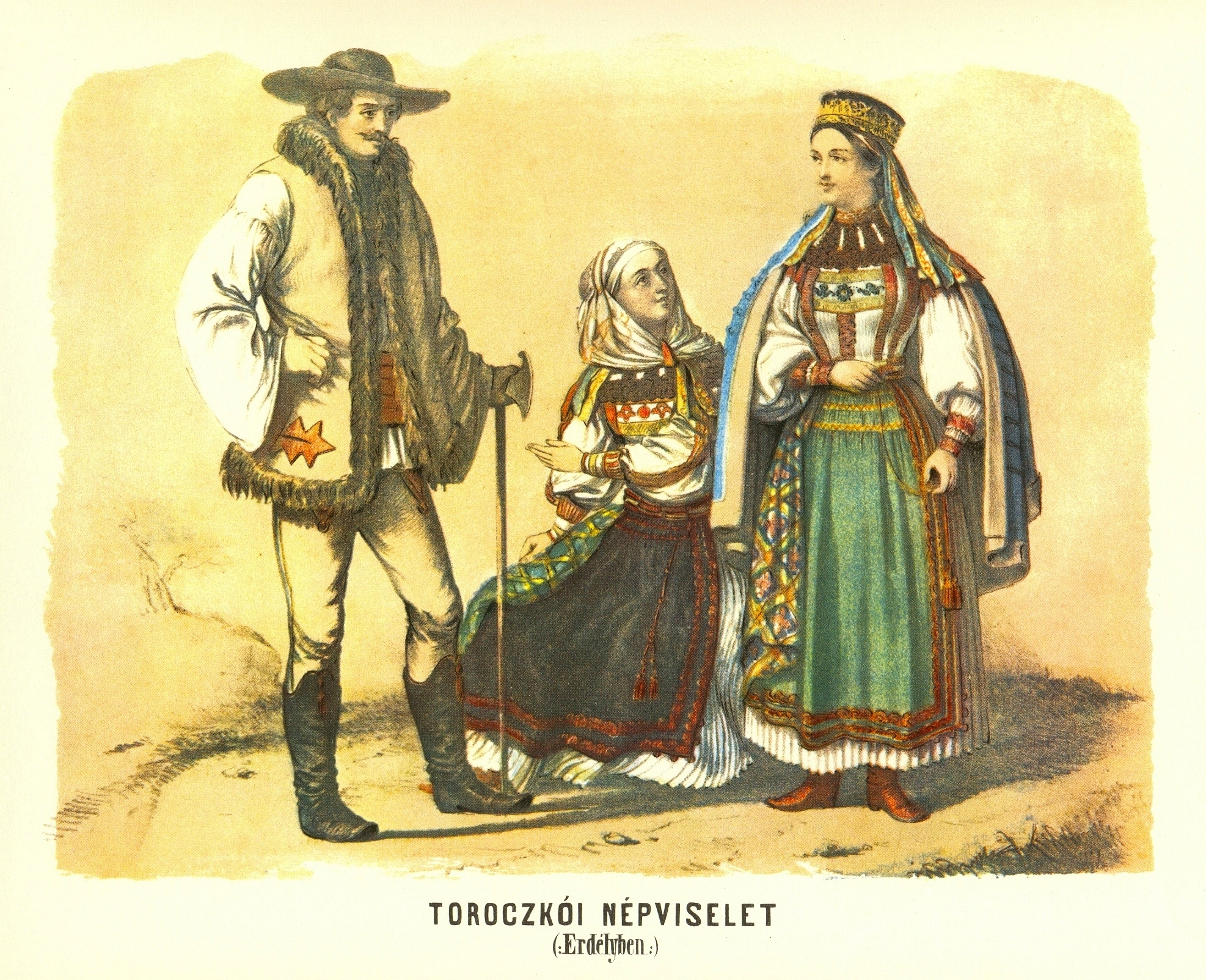
Erdélyi magyar népviselet, Torockó, 1854

A magyarok a keleti és nyugati kultúrák sok elemét felhasználva sajátos, sokszínű népi kultúrát alakítottak ki az évszázadok folyamán. A népi hagyományokat és a magyar nemesség történelmi hagyományait egyesítve fejlődött ki a 19. század elejétől a sajátos magyar nemzeti kultúra. A modern városi, főleg budapesti „urbánus” kultúrával tovább színesedve, majd a 20. századi történelem viharai, politikai ideológiák és diktatúrák között alakult ki a magyarok mai kultúrája, amely egyszerre sokféle és egységes. A magyarok összetartozásának alapja a magyar nyelv, egyes helyeken emellett a vallás is mindmáig fontos szerepet játszik.

### A magyar kultúra forrásai
A magyar népi kultúra legismertebb jellegzetességei a látványos népviselet, a sajátos magyar néptánc, népdal és népzene, a sokszínű mese- és mondavilág, a gazdag hímzés és fazekasművészet. A népviselet vidékenként eltér, de mindenütt jellegzetesek a hímzéssel gazdagon díszített, színes női öltözetek. A táncok szintén vidékenként változnak, azonban az összeállításuk, a táncrend (csárdás, porka, lassú és friss táncok), a rendkívül összetett, sok gyakorlást igénylő, látványos párostáncok és virtuóz férfi szólótáncok (legényes) váltogatása szinte minden magyar vidék parasztságára jellemző volt. A magyar népdalokra jellemző az ázsiai és európai hagyományok ötvözéséből születő egyedülálló hangzásvilág, a népzenére a népi zenekarok tipikus hangszerkombinációi (citera, duda, hegedű, nagybőgő). A népmesék és mondák közül jellegzetesen magyar mesealak a griffmadár[forrás?], a hétfejű sárkány és a táltosparipa. Egyedülállóak az igazságos Mátyás királyról szóló történetek. A díszítőművészetben egyes tájak különösen gazdag formavilágot alakítottak ki, mint a „tipikusan magyar” népművészetként ismert színpompás kalocsai hímzés és mintafestészet vagy az összetéveszthetetlen korondi edényfestés. Számos nagy magyar író, zeneszerző és képzőművész merített a gazdag néphagyományokból, mint Benedek Elek, Móra Ferenc, Tamási Áron, Kodály Zoltán vagy Kovács Margit. Egyes könnyűzenei alkotók is felhasználnak magyar népzenei elemeket, kezdve az Illés-együttestől Sebő Ferencen át a Kormorán és Kárpátia együttesig. Sajátosan magyar jelenség az eredeti néphagyományokat a mai életmódhoz igazító táncházmozgalom, amelynek leghíresebb képviselői a Muzsikás együttes és a világhírű Sebestyén Márta. A magyar pásztorkultúra harcművészeti hagyományait követi az újkeletű baranta nemzeti küzdősport. A magyar népszokások közül szinte minden magyarlakta tájon máig ismert a húsvéti locsolkodás szokása, sok helyen pedig a karácsonyi regölés, illetve betlehemezés is. A külföldön is ismert magyar néphagyományokhoz tartozik a betyárvilág és a „magyar puszta”, főleg a Hortobágy pásztorélete, amely a rideg állattartás (vagy mai kifejezéssel ökológiai állattenyésztés) máig fennmaradt öröksége. A népi kultúrához tartozik továbbá a jellegzetes magyar ételek egy része is, mint a híres gulyás (bográcsgulyás, babgulyás stb.), gulyásleves, illetve a pörkölt (angolul goulash), a húsleves, a halászlé, a paprikás csirke, a pogácsa, a papírvékony tésztájú tipikus magyar rétes[forrás?] vagy a túrós csusza.

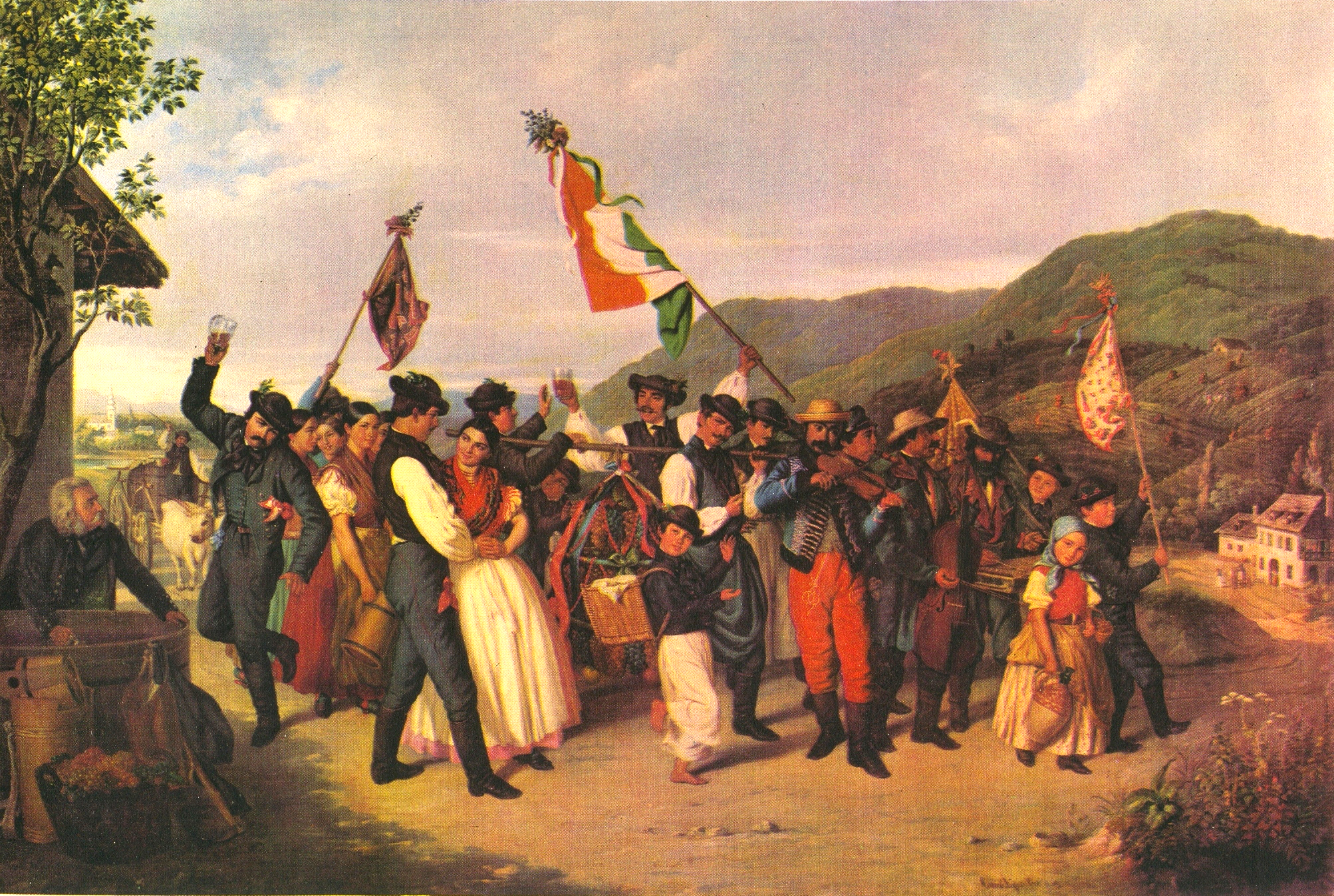
Szüreti mulatság Vác környékén, 1859

A magyar nemesség által évszázadokon át fenntartott hagyományokból táplálkozik a magyar történelmi küldetéstudat és a nemzeti szabadság eszménye. Ehhez kapcsolódtak a középkori nemzeti szimbólumok, az egész országot jelképező Szent Korona és a magyar címer. A nemességre jellemző volt katonáskodó életmódja (a világszerte elterjedt könnyűlovas huszárság)[forrás?], valamint ünnepi viselete, a férfi és női díszmagyar. A magyar földbirtokosok tipikus kikapcsolódása volt például az agarászat (magyar agár) és a lótenyésztés (magyar félvér, nóniusz).
A Rákóczi-szabadságharc küzdelmei között fejlődött ki a kuruc költészet, a kuruc zene a tárogatóval, a hajdútánc, majd a 19. században a csárdás és a palotás. Kialakult a világszerte a magyar kultúra egyik fő elemének tartott magyar cigányzene, előbb a verbunkossal, majd a cigányzenekarok klasszikus stílusával, amely nagy hatást gyakorolt sok európai zeneszerzőre. Liszt Ferenc és Erkel Ferenc létrehozták a magyar klasszikus zenét és a magyaros stílust. Katona József Bánk bánja és Arany János Toldija ugyanakkor megteremtették a nemzeti irodalom fő műfajait (magyar dráma és eposz), és ekkor alkottak nemzeti irodalmunk legnagyobb alakjai, Csokonai Vitéz Mihálytól kezdve Madách Imréig. Kölcsey Ferenc megírta a Himnuszt, Vörösmarty Mihály a Szózatot, megszületett az új jelkép, a magyar nemzeti színek, és létrejöttek a nemzeti intézmények, a Magyar Tudományos Akadémia, a Nemzeti Múzeum és a Nemzeti Színház.
Elsősorban a budapesti, illetve a városi kultúra talaján jött létre a 19. század végi, 20. századi magyar építészet, képzőművészet, irodalom és zene sok kimagasló alkotása vagy a magyar tudomány sok világhírű eredménye. Csak néhány példa a magyar kultúrához szervesen hozzá tartozó alkotásokból: a budapesti Parlament, a kecskeméti Cifrapalota vagy a marosvásárhelyi Közművelődési Palota, Ady Endre, Kaffka Margit, Kosztolányi Dezső, Karinthy Frigyes, József Attila, Radnóti Miklós, Krúdy Gyula és mások művei, valamint Bartók Béla zenéje. Sajátos jellegzetesség a magyar humor, ezen belül különösen híres a hagyományos pesti humor.[forrás?]

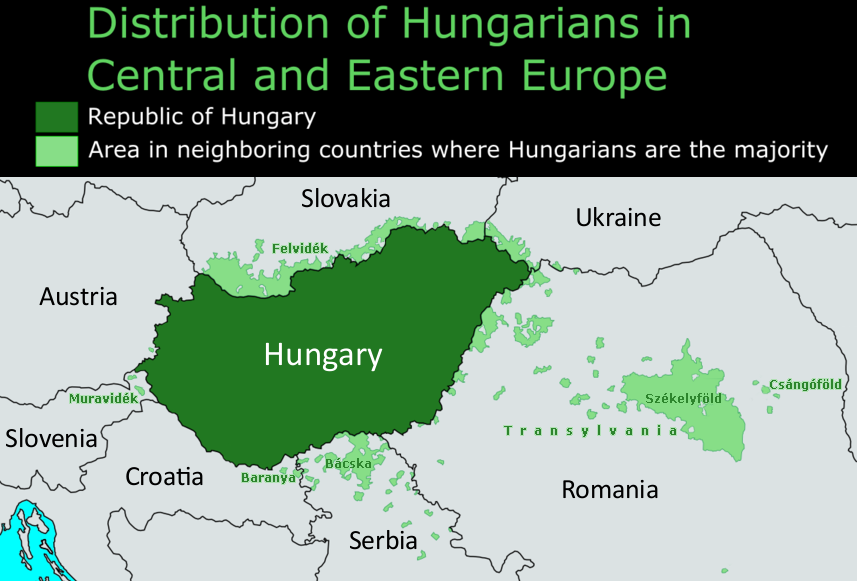
A magyar nyelv elterjedtsége

### A magyar nyelv
A magyar kultúra egységének alapja a magyar nyelv. Ez az, ami az összes magyart mindig összekötötte, társadalmi osztályoktól, származástól, pártállástól függetlenül. A magyar nyelvre jellemzőek a különlegesen gazdag szóképzési lehetőségek és a sokszínű hangrendszere. Harminckilenc különböző hangja egyedülálló az európai nyelvek között.[forrás?] A rengeteg nyelvtani kivétel miatt tanulása az idegenek számára nem könnyű, a világ egyik legnehezebb nyelvének tartják.[forrás?] Ez is az egyik oka annak, hogy a magyar kultúra elszigeteltebb maradt más európai kultúráknál. A magyar nyelvnek ráadásul egyetlen közeli rokona sincs. A finnugor nyelvekkel való kapcsolat túl ősi időkbe nyúlik vissza. Ezekből a nyelvekből a magyarok ma már legfeljebb csak néhány hasonló szót ismernek fel, de beszélőikkel nem értik meg egymást.

### A magyarok és a vallás
A magyarok ázsiai származásuknak megfelelő vallásokban hittek a kereszténység kényszerű felvétele előtt, ezeket nevezzük ősmagyar vallásnak. Elsődlegesen a tengrizmus bizonyítható forrásokból és főként régészeti leletekből, temetkezésekből. Ez egyfajta őstörök sámánizmus volt, de mellette teljes toleranciával viseltettek – egyidejűleg is – más vallások gyakorlása iránt. Ilyen a bizonyítható nesztorianizmus, illetve a manicheizmus, amely az európai kereszténységtől lényeges elemekben eltért. Ezeken kívül más vallásokkal is kapcsolatba került őstörténete folyamán. 
A hit, mint nem intézményesített vallás jelen volt a honfoglalók mindennapi életében. A betelepülés időszakában már a kereszténység keleti formái is terjedtek, így a fentieken kívül az ortodox kereszténység elődje, a bizánci rítusú egyház.
Árpád-házi I. István bonyolult szokásjogi és világnézeti, valamint politikai stratégiai és taktikai helyzetben az erőszakos térítést választotta a római kereszténység hitére. Azonban még a 13. század 60-as, 80-as éveiben is szükség volt úgynevezett táltos-perek (’’mágus-pörök’’) lefolytatására: a sámánizmus a nép között nem könnyen tűnt el.
A vallás ma többnyire nem olyan alapvető összetartó erő a magyar kultúrában, mint számos más népnél. A magyarok többsége ma már nem gyakorolja a vallását, vagy alkalmi vallásgyakorló (→ szekularizáció). Ez különösen a mai Magyarország határain belül igaz, ahol napjainkban kb. 12% körüli a hetente templomba járók aránya. A lakosság ennek ellenére többnyire követi a házassággal és az elhalálozással, temetkezéssel kapcsolatos vallási előírásokat és sokan a gyermekeiket is megkeresztelik.

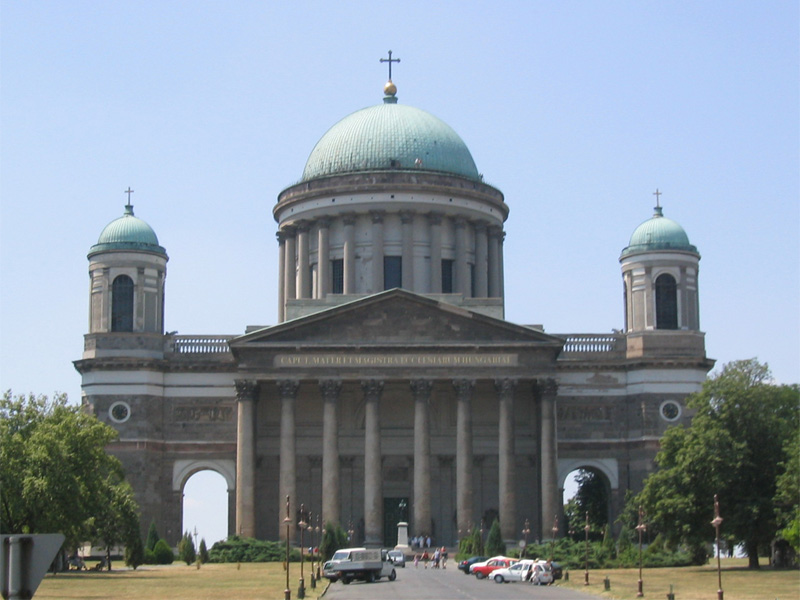
A magyar katolikus egyház fő temploma, az Esztergomi Bazilika

A Magyarországon élő magyarok több mint fele a magyar katolikus egyházhoz tartozik, körülbelül egynegyedük pedig más vallási felekezetek követője, ezen belül főleg reformátusok (kálvinisták), kisebb részben pedig az evangélikus, a görögkatolikus vagy valamely más keresztény egyház hívei (baptisták, unitáriusok, egyéb keresztények), illetve izraeliták vagy valamely újabban elterjedt vallás követői. A vallásnak leginkább azokon a tájakon van ma is nagy szerepe és összetartó ereje, ahol a magyarok kisebbségbe kerültek. Például az erdélyi, vajdasági vagy muravidéki szórványmagyaroknál sokszor ma is leginkább a vallásos közösségi élet biztosítja a magyar nyelv és kultúra fennmaradását.
Az egyházak közül különösen a Magyar Katolikus Egyház és a Magyarországi Református Egyház, valamint a Romániai Református Egyház, a Kárpátaljai Református Egyház, a Magyar Református Keresztyén Egyház Szerbiában és Montenegróban, a Horvátországi Magyar Református Keresztyén Egyház és az immár egyesült Magyarországi- és Erdélyi Unitárius Egyház tartja magát nemzeti egyháznak. Ezek mellett a romániai katolikus egyház egyes egyházmegyéi (az erdélyi egyházmegyék zöme) is afféle nemzeti egyházként működik (noha elvétve román és német nyelven is miséznek). A Romániai Evangélikus-Lutheránus Egyháznak és a Szlovákiai Református Keresztyén Egyháznak vannak ugyan szlovák egyházmegyéi, de a hívek elsöprő többsége és a legtöbb egyházközségben az istentisztelet nyelve is magyar. Ezek az egyházak is általában magyar nemzeti egyházként vannak számon tartva (noha pl. a szlovákiai református egyházi szervek nem csatlakoztak az egységes Magyar Református Egyházhoz, tekintettel más nemzetiségű híveikre). Ez az önmeghatározás az egyes egyházak esetében általában a tagjaiknál is a nemzeti kultúra tudatosabb vállalását, ápolását jelenti – bár ez gyakran a kisebb egyházak tagjaira, például az evangélikusra, unitáriusokra is jellemző. A keresztények sajátos magyar szokásai a katolikusoknál a magyar nemzet pártfogójának tartott Boldogasszony kultusza és Szent István király tisztelete (például az augusztus 20-i budapesti Szent Jobb körmenet), valamint egy-egy templom védőszentjének az ünnepe (búcsú). Ezek közül az erdélyi csíksomlyói búcsú a legismertebb, ahol minden évben több százezres tömeg gyűlik össze. A második legnagyobb magyar vallási felekezet, a református vallás (kálvinizmus) az írás-olvasás terjesztésével a nép anyanyelvén és a Biblia magyar nyelvre fordításával (Károli Gáspár) nagy szerepet játszott a magyar irodalmi nyelv fejlődésében. A kálvinizmus a 16-17. században egyenesen magyar nemzeti vallásnak számított a katolikus Habsburgokkal való szembenállás jegyében. A kálvinista erdélyi fejedelmek támogatásának köszönhetően a magyar kultúra virágzott Erdélyben, ahol a későbbi időkben is sok nagy magyar író és tudós született és alkotott. Többek között ezért is fontos, szinte nemzeti jelkép a magyaroknak Erdély, hiszen a magyar történelem és kultúra számtalan emléke található meg a tájegység városaiban és falvaiban. A reformátusokra jellemző az ízes nyelvű régi magyar zsoltárok közös éneklése az istentiszteleteken. A magyar izraelita felekezet abban különleges, hogy a világon egyedül náluk alakult ki a hagyományos zsidó vallást megreformáló úgynevezett neológ zsidó vallási irányzat, amely szertartásaiban és szokásaiban a magyar nyelv használatán alapul.

### Magyar ünnepek

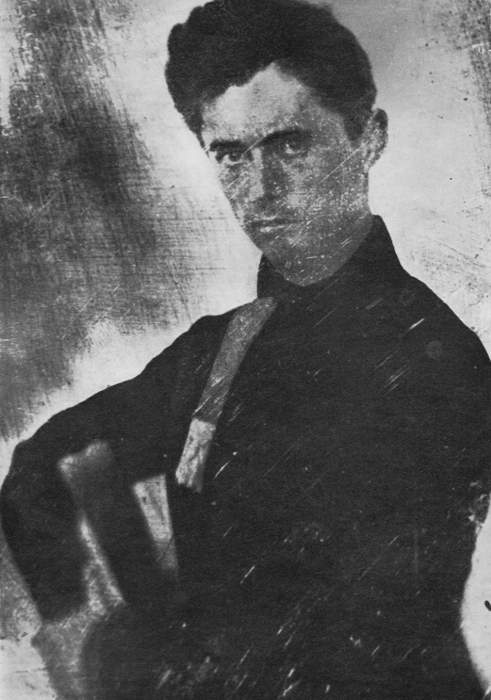
Petőfi (ősfénykép, 1844)

A jellegzetes magyar ünnepek közül a legrégebbi az államalapító István király ünnepe, augusztus 20-án. Ilyenkor tartják a Szent Jobb körmenetet, az új kenyér megszentelését, a debreceni virágkarnevált, valamint este a budapesti és debreceni tűzijátékot.
Március 15-e a magyarok legnagyobb nemzeti ünnepe, az 1848-as forradalom emléknapja. Ezen a napon tört ki a pesti egyetemi ifjúság lelkes tüntetése a Habsburg elnyomás ellen, és a vér nélkül diadalra jutó pesti forradalom eredményeképpen megalakult a független magyar kormány. A béke azonban nem lehetett tartós az osztrák császár szószegése miatt, aki a magyarok hősies szabadságharcát végül csak az Orosz Birodalom segítségével tudta leverni.
Október 6-a a szabadságharc tizenhárom tábornoka (az aradi vértanúk) kivégzésének emléknapja. A kivégzés előestéjén sörrel vigadó osztrák börtönőrök viselkedése miatt attól fogva a magyarok sörrel nem koccintanak. (Egyesek szerint ez a nemzeti fogadalom csak 150 évig, azaz 1999-ig volt érvényes, de vannak, akik továbbra is megtartották a szokást.) A szabadságharcot leverték, de erkölcsi ereje a vértanúk példája révén azóta is hat a lelkekben. Ráadásul a hatása jóval több, mint pusztán erkölcsi: a magyarok önállósodásának mozgalmát végleg megtörni nem sikerült, az egymásnak feszülő erők politikai harca végül a Deák Ferenc-féle kiegyezés révén kvázi kétközpontúvá tette az addig osztrák birodalmat, lehetővé téve az óriási anyagi és szellemi fejlődését a századfordulón.
Október 23-a a legújabb nemzeti ünnep. 1956 őszén a „magyar csodáról” írtak a nagyvilág újságjai: egy kis nép fellázadt a nagy szovjet birodalom ellen. Az 1956-os forradalmat leverte a túlerő, de emléke máig ható erő a nemzet életében. Hivatalos állami ünneppé csak az 1989-es rendszerváltás óta válhatott. A három nemzeti ünnep Magyarországon egyben munkaszüneti nap is.
Emellett sok magyar számon tartja a három nemzeti gyásznapot, az említett október 6-át, november 4-ét az 1956-os forradalom leverésének napját, valamint június 4-ét is. 1920. június 4-én darabolták fel ugyanis a történelmi Magyarországot a trianoni békeszerződés (amelyet Magyarországon legtöbben diktátumnak neveznek[forrás?]) során, aminek következtében több mint három millió magyar kisebbségbe és sok helyen elnyomás alá került.

## Híres magyarok itthon és külföldön

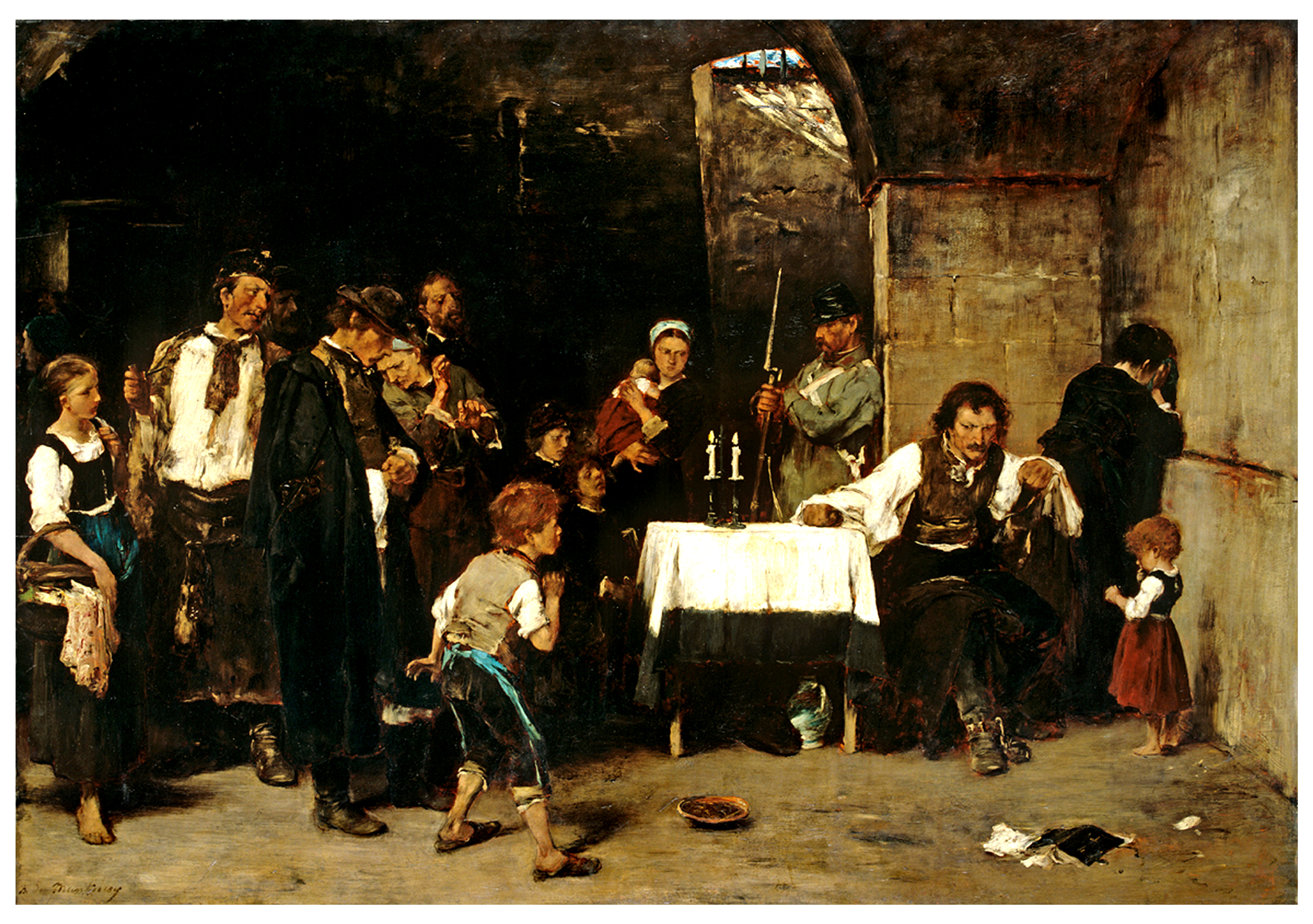
Munkácsy Mihály: Siralomház

A magyar kultúra is hozzájárult a világ és az emberiség fejlődéséhez, bár külföldön nem mindig ugyanazok a személyek és eredmények a legismertebbek, mint a magyarok körében, ami a különböző nemzetközi díjak magyar nyerteseinek kiválasztásában is megmutatkozik.
A 20. század legnagyobb tudósai között tartják számon Erdős Pál matematikust és Neumann Jánost, a modern számítógép atyját, Nobel-díjban részesült többek között Szent-Györgyi Albert a C-vitamin felfedezéséért, és világszerte ismertek Szilárd Leó és Teller Ede, a világtörténelmet is befolyásoló atombomba fő elméleti kidolgozói. Magyar feltalálók nevéhez fűződik a gyufa, a szódavíz, a telefonközpont, a golyóstoll, a villamosmozdony és a BASIC programozási nyelv.
A magyar irodalom alkotói közül Nyugat-Európa szerte ismert Molnár Ferenc, Márai Sándor, Kodolányi János, Kerényi Károly vagy Esterházy Péter, Kertész Imre pedig irodalmi Nobel-díjban is részesült.
A magyar képzőművészek közül külföldön is sokfelé számon tartják például Munkácsy Mihály és Vásárhelyi Győző (Vasarely) alkotásait, a magyar filmrendezők közül pedig Jancsó Miklós és Szabó István filmjeit. Az utóbbinak Mephisto című alkotása az Oscar-díjat is elnyerte. Az animációs film kategóriában Rófusz Ferenc szintén Oscar-díjban részesült. Magyar származású volt a hollywoodi filmgyártás két kiemelkedő mestere, George Cukor és Kertész Mihály. Robert Capa, a híres amerikai fényképész is Budapesten született.
A magyar film teszi halhatatlanná olyan nagy színészek emlékét is, mint például Páger Antal, Latinovits Zoltán, Ruttkai Éva, Bessenyei Ferenc, Gobbi Hilda, Kállai Ferenc, Törőcsik Mari és Sinkovits Imre. A zeneszerzők közül világhírű Liszt Ferenc, Bartók Béla, Kodály Zoltán, Kurtág György és Ligeti György, az előadók közül például Rost Andrea, Gulyás Dénes, Pege Aladár, Cziffra György vagy Kocsis Zoltán.
A magyar sportolók elsősorban a vízi sportágakban (úszás, vízilabda, kajak-kenu), öttusában, vívásban, birkózásban, ökölvívásban és tornában sikeresek immár évtizedek óta. Az 50-es években világhírre tett szert a magyar labdarúgás (az Aranycsapat) is. A legnagyobb magyar sportolók közé tartozik például Hajós Alfréd, Balczó András, Elek Ilona, Gerevich Aladár, Puskás Ferenc, Albert Flórián, Wichmann Tamás, Papp László, Magyar Zoltán, Gyarmati Dezső, Kárpáti György, Faragó Tamás, a Regőczy Krisztina-Sallay András kettős, Darnyi Tamás és Egerszegi Krisztina. Egyedülálló magyar sportág a Kassai Lajos által kialakított lovasíjászat.
Neves magyar személyek:

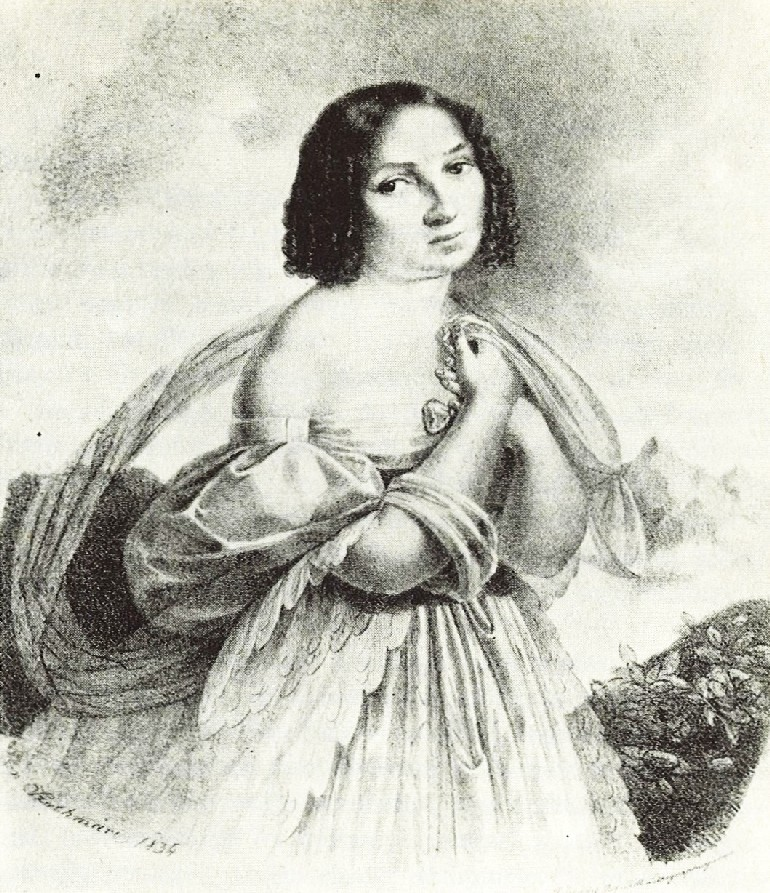
Déryné Széppataki Róza, az első magyar opera-énekesnő (1834)

Néhány személyiség, akiknek a nevéhez a nemzeti emlékezet valamilyen különleges kitüntető jelzőt kapcsol:
- Árpád fejedelem, a honszerző
- Szent István, az államalapító
- IV. Béla, a második honalapító
- Hunyadi János, a törökverő
- Az igazságos Mátyás király
- Zrínyi Miklós, a szigetvári hős
- Zrínyi Ilona, Munkács hős védője
- II. Rákóczi Ferenc, a vezérlő fejedelem
- Bolyai János, a modern matematika atyja, a „geometria Kopernikusza"
- Semmelweis Ignác, az anyák megmentője
- Széchenyi István, a „legnagyobb magyar”
- Batthyány Lajos, az első magyar miniszterelnök
- Kossuth Lajos, a szabadságharc vezére
- Petőfi Sándor, a szabadságharc költője
- Deák Ferenc, a haza bölcse
- Jókai Mór, a „nagy magyar mesemondó”
- Benedek Elek, a „nagy mesemondó”
- Blaha Lujza, a nemzet csalogánya
- Neumann János, a „számítógép atyja” matematikus, informatikus
- Teller Ede, a „hidrogénbomba atyja" fizikus
- Puskás Ferenc, az Aranycsapat kapitánya

## A magyarok jelképei

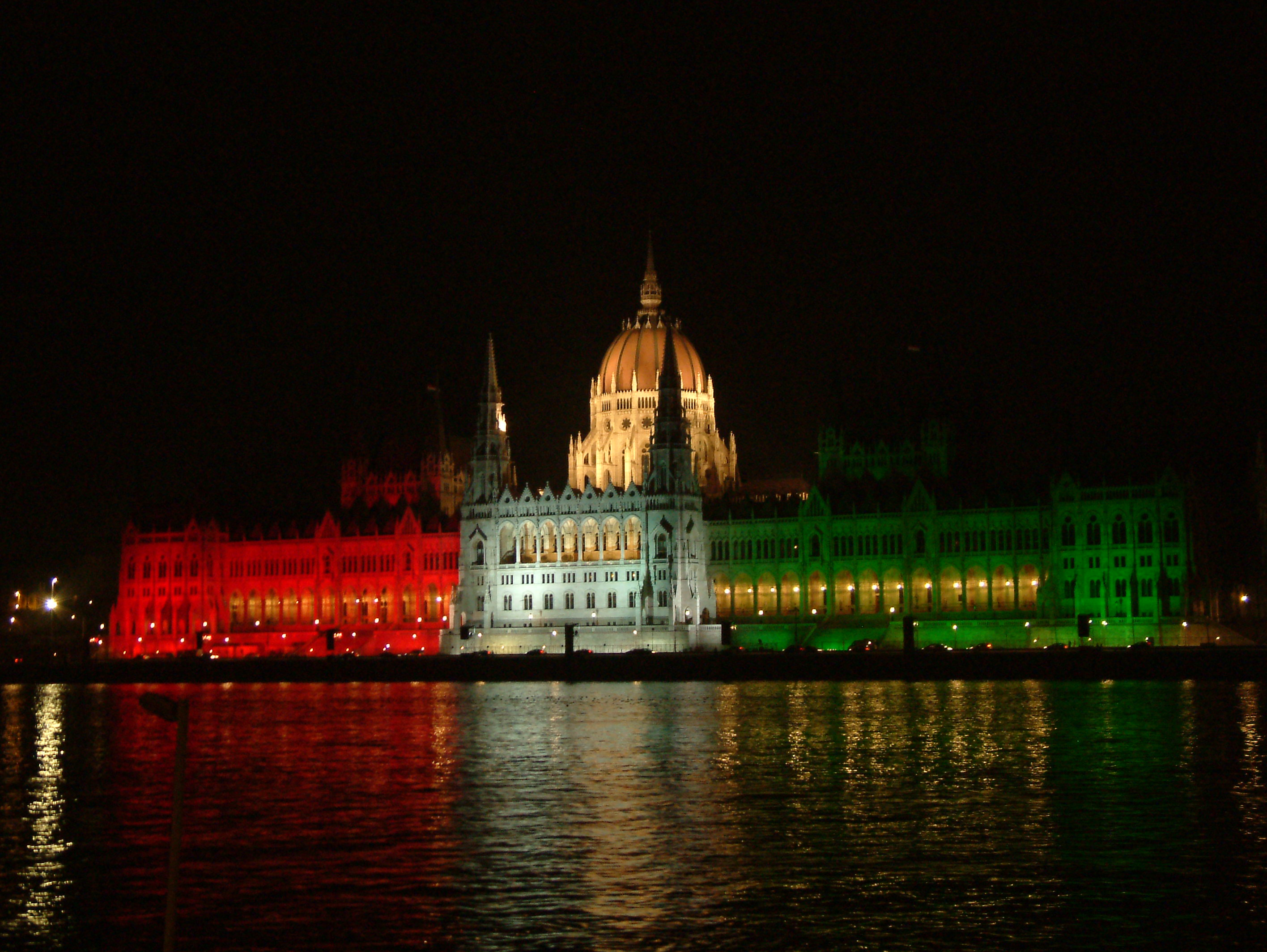
A nemzeti színekbe öltöztetett Országház

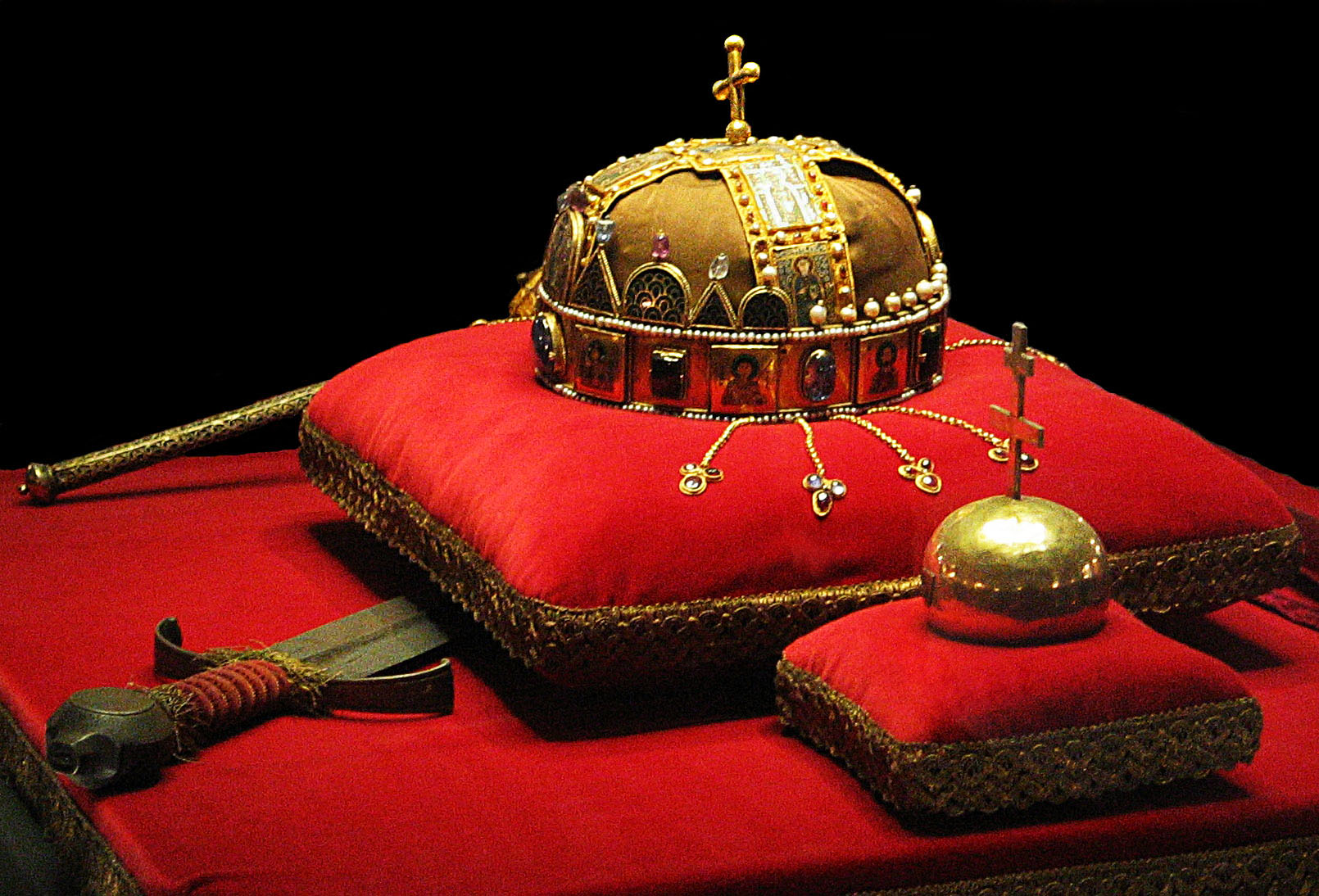
A Szent Korona

A magyarok legfőbb jelképe a piros-fehér-zöld vízszintes csíkozású magyar zászló, a magyar címer, a magyar himnusz, a nemzetiszínű kokárda, és a Szent Korona. A magyar zászló mellett újabban elterjedt az árpádsáv használata is. További jelképek a hungarikumok, valamint egyes tájak és állatok.
A hungarikumok közé tartoznak a magyar fűszerpaprika, a tokaji bor, a makói hagyma, a pálinka és a téliszalámi, valamint az akácméz. A gyakran jelképnek is tartott jellegzetes magyar tájak az Alföld („puszta”), a Balaton, a Dunakanyar, Budapest látképe a hidakkal vagy a Székelyföld. A magyarok jelképállatai egyes magyar háziállatok, mint a puli, a komondor és a magyar szürkemarha, valamint a gólya, illetve a történelemben a ló („lovasnemzet”), a szarvas (a csodaszarvas legendája) és a turulmadár.

## Magyar nevek
A vezetéknevek Magyarországon csak jóval a tatárjárás után, a 13. század második fele és a 17. század közötti időszakban jelentek meg. Először a nemességnél, majd a jobbágyoknál csak a 16. századtól. Így a magyaros családnevek nem bizonyítanak ősmagyar származást.
A magyarokra jellemző, hogy a családnév (vezetéknév) megelőzi a keresztnevet (utónevet), például: Eötvös Loránd. Ez az úgynevezett keleti névsorrend, amely a magyarokon kívül csak néhány kelet-ázsiai népnél fordul elő (japánok, kínaiak, koreaiak).
A legjellegzetesebb magyar családnevek általában a foglalkozást, nemzetiséget, illetve valamely helységből való származást jelölik, mint a Bognár, a Szász vagy a Váradi. A nemesi családok tagjai a legtöbbször a harmadik kategóriába tartozó nevet viseltek. Néhány gyakori magyar családnév ezekből a típusokból: Szűcs, Juhász, Varga, Kovács, Szabó, Takács, Eötvös, Tóth, Németh, Horváth, Váci, Budai, Bodrogi stb. Más típusú, például tulajdonságot jelölő vagy egy ős nevére utaló családnevek: Kiss, Nagy, Balogh (jelentése: balkezes), Gaál, Balázs, Sándor stb. Természetesen sok idegen, főleg német és szláv családnév is akad. Az idegen családnevűek közül régebben sokan magyar hangzásúra változtatták a nevüket, főleg a Váradi típusúra a nemesi nevekhez való hasonlóság kedvéért.
A keresztnevek között a legjellegzetesebbek azok, amelyek csak a magyaroknál fordulnak elő. Ezek általában hun vagy ómagyar eredetűek és főleg a 20. század második fele óta gyakoriak, például az Emese, Emőke, Enikő, Ildikó, Piroska, Réka, Attila, Árpád, Béla, Géza, Gyula, Jenő, Levente, Szabolcs, Zoltán, Zsolt. Más jellegzetesen magyar nevek a természetből valók (Boglárka, Hajnalka, Ibolya, Virág) vagy pedig nagy költőink alkotásai. Így például Csokonai Vitéz Mihály teremtette a Lilla nevet, Vörösmarty Mihály a Tündét és a Csillát, Arany János a Gyöngyvért, Dugonics András az Etelkát.

## A magyarok kutatása

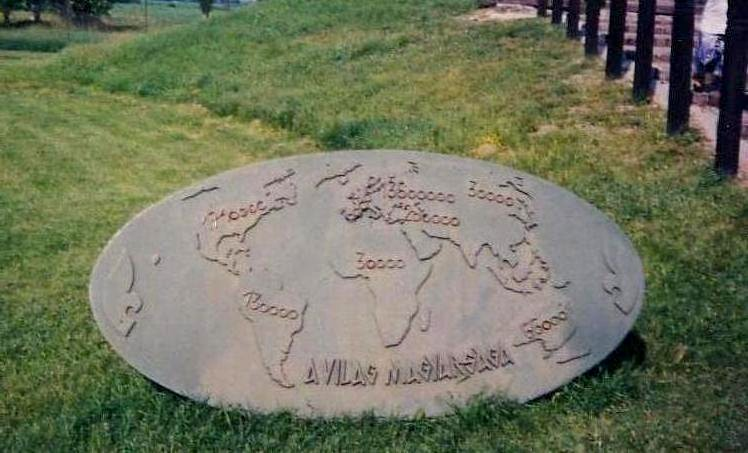
A „világ magyarsága” számait ábrázoló dombormű az ópusztaszeri Nemzeti Történeti Emlékparkban

A magyarok nemzeti jelképeit, a magyar nemzet kialakulását, fejlődését és kulturális sajátosságait kutató tudományt hungarológiának nevezzük.

## Magyar származású vagy tudatú népcsoportok
A magyarokhoz sorolt egyéb népcsoportok:
- Románia: székelyek 500–700 ezer [46][47][48][49]
- Románia: moldvai katolikus románok: kb. 180 000 (a 62 000 magyarul beszélő moldvai csángón kívül)
- Egyiptom és Szudán: magyarabok, 10-12 000
- Kazahsztán: madjar törzs kb: 2000 család
- Törökország: nusaybini magyar muszlimok, kb. 300 fő

## Magyar termékek

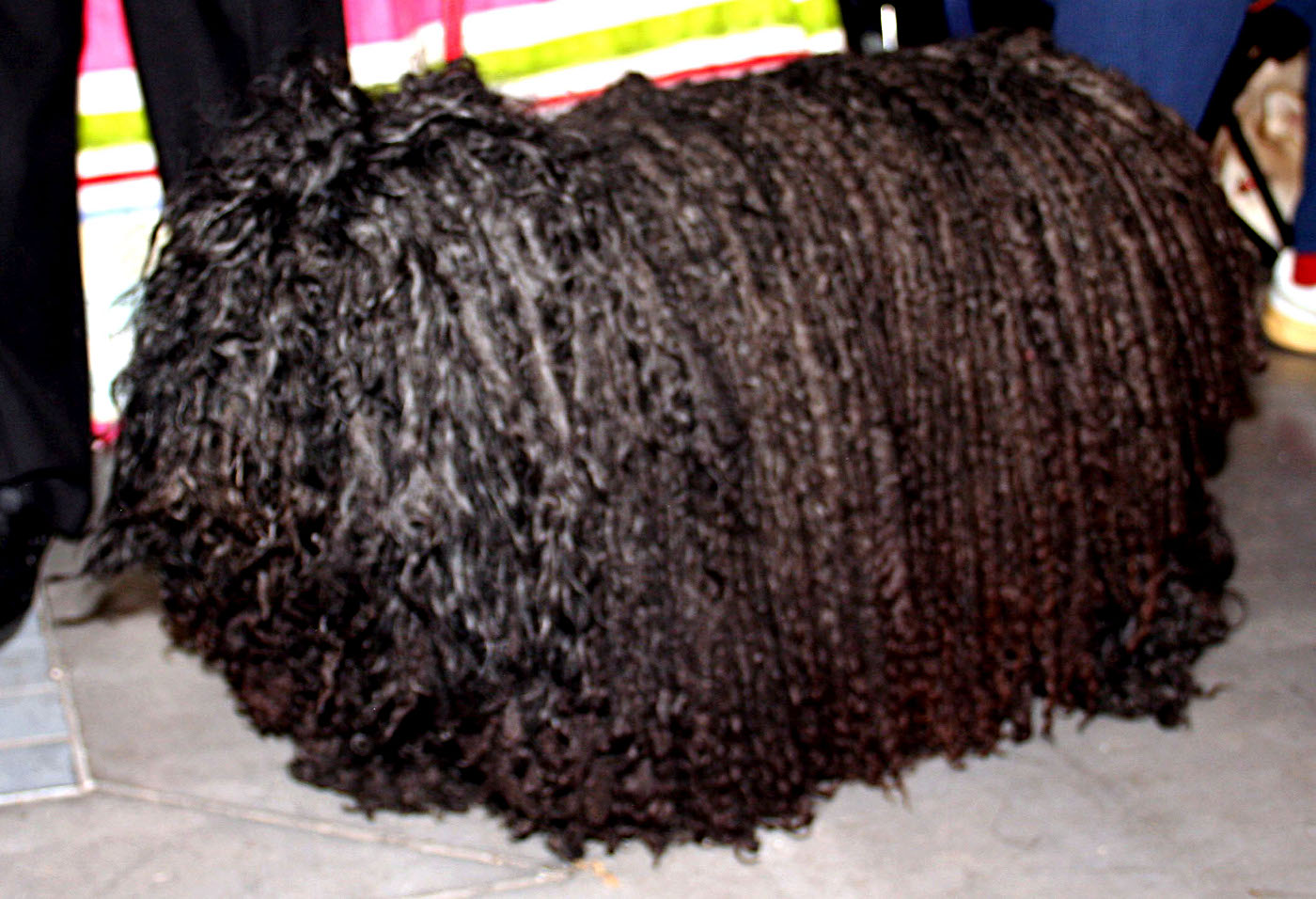
Puli, ősi magyar kutyafajta (hungarikum)

A hungarikum különleges, egyedi, jellegzetes, csak Magyarországra jellemző dolog, amelyről a magyarok ismertek a világban. A hungarikumok közé tartozhat egy magyar feltaláló vagy alkotó műve, egy magyar termék, az őshonos vagy nemesített állatok és növények, a népművészet, a zene, a nyelv és a magyar irodalom. E jelzőt esetenként alkalmazzák társadalmi vagy közéleti jelenségekre is.